# San Francisco
San Francisco (pronuncia in italiano (AFI): [sanfranˈsisko]; in inglese /ˌsæn frənˈsɪskoʊ/) è una città e contea statunitense (città consolidata), la quarta della California per numero di abitanti (dopo Los Angeles, San Diego e San Jose), con una popolazione stimata nel 2021 di 815 201 abitanti, stima che la colloca al dodicesimo posto fra le città più popolate degli Stati Uniti d'America e allo stesso tempo al secondo posto per densità di popolazione, dietro a New York.
La città fa parte di una vasta area metropolitana (circa 7 milioni di abitanti, la quinta dell'intero Paese), la San Francisco Bay Area, di cui è sempre stata il centro economico-finanziario, culturale e turistico, anche se ha ormai perso il primato di popolazione. È una popolare meta di molti turisti internazionali, ed è conosciuta per la sua fresca nebbia estiva, per le sue ripide colline, per la sua vivacità culturale e il suo eclettismo architettonico, che affianca stile vittoriano e architettura moderna, per i suoi famosi paesaggi, incluso il Golden Gate Bridge, per i suoi tram, per l'isola di Alcatraz e per Chinatown. La sede locale dell'Università della California è uno dei principali centri biomedici del mondo, e l'ospedale è tra i principali degli Stati Uniti.
È anche la sede di cinque importanti istituti bancari e varie altre società come Levis, Gap, Fitbit, Salesforce.com, Dropbox, Reddit, Square Inc., Dolby, Airbnb, Weebly, Pacific Gas and Electric Company, Yelp, Pinterest, Twitter, Uber, Lyft, Mozilla, Wikimedia Foundation e Craigslist. La città, e la circostante Bay Area, è un centro globale delle scienze e delle arti ed è sede di numerose istituzioni educative e culturali, come l'Università di San Francisco, l'Università della California, San Francisco (UCSF), la San Francisco State University (SFSU), il De Young Memorial Museum, il San Francisco Museum of Modern Art, lo SFJAZZ centre, la California Academy of Sciences e la Ruth Asawa San Francisco School of the Arts.

## Geografia fisica

### Territorio
San Francisco si trova nel centro-ovest della California e si affaccia sull'Oceano Pacifico. La contea è situata all'estremità nord dell'omonima penisola che si estende sulla costa occidentale degli Stati Uniti con una superficie di 120,9 km² costituente la parte più occidentale della più vasta regione geografica e urbana chiamata San Francisco Bay Area. La contea di San Francisco si estende anche su 479,7 km² occupati dal mare ed include numerose isole, tra cui Alcatraz, Treasure Island, Yerba Buena Island, Red Rock Island e Angel Island. La penisola è bagnata a ovest dalle acque dell'Oceano Pacifico e a est dalle acque della baia di San Francisco. Due ponti, il Golden Gate Bridge e il Bay Bridge, collegano la città al resto della Bay Area rispettivamente a nord e a est.

### Contee confinanti
- Contea di Marin - nord
- Contea di Contra Costa -nord-est
- Contea di Alameda - est
- Contea di San Mateo - sud

#### Orografia

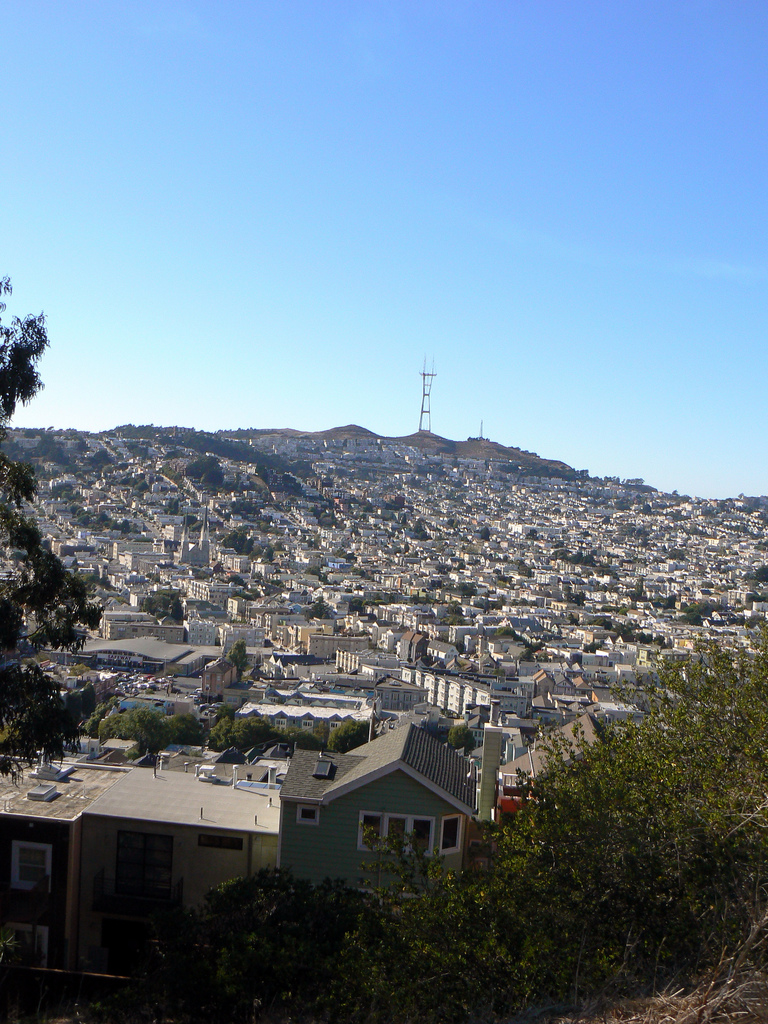
Una delle numerose colline su cui si estende San Francisco

Il territorio è per lo più collinare: si contano più di 50 colli, e molti quartieri prendono il nome dai colli su cui sono situati, come Nob Hill, Pacific Heights, Russian Hill, Potrero Hill e Telegraph Hill. Vicino al centro geografico della città, a sud-ovest rispetto al downtown, si trovano una serie di colline meno densamente popolate, dominate dal Monte Sutro, dove poggia la Sutro Tower, una grande antenna per trasmissioni televisive e radiofoniche. Il colle più alto della città è comunque Mount Davidson (282 m), ed è coronato da una croce alta 31,4 m costruita nel 1934.

#### Sismicità
La regione è sottoposta ad un costante rischio sismico, dovuto ai movimenti della faglia di Sant'Andrea e quella di Hayward, nonostante queste non attraversino la città. Furono i movimenti della faglia di San Andreas a causare i grandi terremoti del 1906 e del 1989, mentre eventi sismici minori si ripetono più di frequente. Il rischio di nuovi grandi terremoti ha stimolato una forte attenzione alla messa in pratica di misure strutturali nella costruzione di nuovi edifici e nella ristrutturazione dei vecchi. Nonostante ciò, ci sono ancora migliaia di piccoli edifici che sono sempre vulnerabili a delle scosse di terremoto.

### Clima

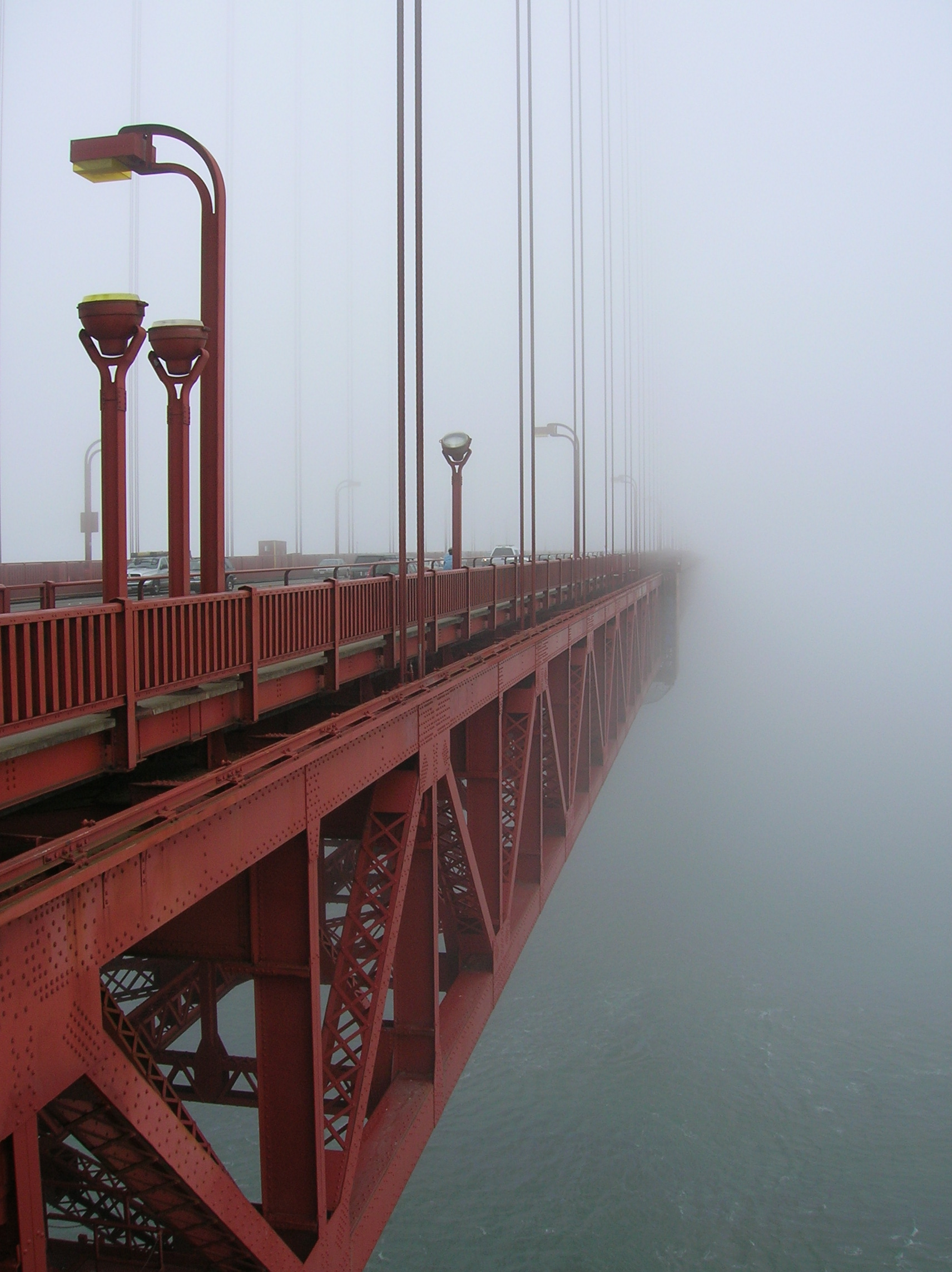
Nebbia mattutina sul Golden Gate Bridge

Il clima di San Francisco è caratterizzato da inverni freschi e piovosi e da estati secche, fresche e nebbiose. Un'erronea citazione, spesso attribuita a Mark Twain definisce l'estate di San Francisco come "l'inverno più freddo di tutta la mia vita". In effetti tra giugno e agosto la Bay Area gode di un clima particolarmente fresco, con temperature che anche di giorno sovente non superano i 20 gradi. Nel contempo viene spesso a crearsi una fitta nebbia che avvolge a bassissima quota l'intera città, anche se la nebbia si nota di meno nei quartieri ad est, verso la fine dell'estate e durante tutto l'autunno, che sono i mesi più caldi dell'anno.
Il clima di San Francisco si potrebbe in un certo senso definire "oceanico-mediterraneo" poiché è caratterizzato da una componente marcatamente marittima, con escursioni termiche annue estremamente contenute (8 °C di differenza tra mese più freddo e mese più caldo) e giornaliere che variano, a seconda della stagione, dai 6 ai 10 gradi. È profondamente influenzato dalla Corrente della California, una corrente fredda che tiene bassa la temperatura del mare e che in estate, complice la presenza dell'alta pressione subtropicale oceanica che stabilizza l'atmosfera, favorisce il raffreddamento degli strati d'aria adiacenti alla superficie marina, con relativa condensazione in nebbia dell'umidità presente.
L'estate è la stagione delle nebbie, le precipitazioni sono quasi assenti e le temperature medie variano dai 13 gradi della notte ai 22 del giorno. Molto raramente in città si superano i 30 gradi, ma il record assoluto è di +40 °C. In questa stagione vi sono però marcate differenze tra i vari quartieri della città, tra le zone maggiormente influenzate dalle nebbie dell'oceano, quindi più fresche, e quelle meno influenzate, quindi più calde. Settembre, con una temperatura media di +18 °C, è il mese più caldo e quello in cui spesso si raggiungono le temperature massime più elevate. Forma, insieme ad ottobre, il periodo denominato Indian Summer. A novembre le temperature cominciano rapidamente a scendere e, con il ritiro dell'anticiclone più a sud, inizia la stagione delle piogge. Tra novembre e marzo scendono 400 dei 500 mm di pioggia che complessivamente cadono sulla città durante l'anno.
Gennaio, con una temperatura media di 9,5 °C, è il mese più freddo. Le notti sono spesso fredde ma le gelate rarissime e la temperatura più bassa di sempre registrata in città è stata di −3 °C. Le nevicate sono eventi eccezionali, l'ultima di cui si abbia notizia risale al 1976. Da sottolineare tuttavia l'estrema ventosità della città, che determina percezioni di freddo intenso anche in presenza di temperature relativamente miti. A causa della sua topografia affilata e dell'influenza del mare, San Francisco mostra una serie di diversi microclimi. Le alte colline nel centro geografico della città sono responsabili di una differenza fino al venti per cento annuale delle precipitazioni nelle varie zone della città. Colline che allo stesso tempo proteggono i quartieri ad est dalla nebbia e dal fresco che invece sono presenti nel Sunset District; infatti per quelli che vivono nella zona est della città, San Francisco è più soleggiata, con una media di 260 giorni all'anno senza nuvole, e solo 105 giorni nuvolosi ad anno.
Le precipitazioni annuali raggiungono un livello di 510 mm, precipitazioni che avvengono soprattutto durante i mesi più freddi dell'anno, fra novembre ed aprile. Ci sono mediamente 67 giorni piovosi.
| San Francisco       | Mesi  | Mesi | Mesi | Mesi | Mesi | Mesi | Mesi | Mesi | Mesi | Mesi | Mesi | Mesi | Stagioni | Stagioni | Stagioni | Stagioni | Anno  |
| San Francisco       | Gen   | Feb  | Mar  | Apr  | Mag  | Giu  | Lug  | Ago  | Set  | Ott  | Nov  | Dic  | Inv      | Pri      | Est      | Aut      | Anno  |
| ------------------- | ----- | ---- | ---- | ---- | ---- | ---- | ---- | ---- | ---- | ---- | ---- | ---- | -------- | -------- | -------- | -------- | ----- |
| T. max. media (°C)  | 14,5  | 16,3 | 16,9 | 18,1 | 18,6 | 19,8 | 20,1 | 20,7 | 21,8 | 21,3 | 17,8 | 14,8 | 15,2     | 17,9     | 20,2     | 20,3     | 18,4  |
| T. min. media (°C)  | 8,0   | 9,2  | 9,6  | 10,1 | 10,8 | 11,8 | 12,4 | 13,1 | 13,4 | 12,6 | 10,4 | 8,2  | 8,5      | 10,2     | 12,4     | 12,1     | 10,8  |
| Precipitazioni (mm) | 103,1 | 74,9 | 78,0 | 32,8 | 6,4  | 3,8  | 1,0  | 1,8  | 6,6  | 32,0 | 81,5 | 78,7 | 256,7    | 117,2    | 6,6      | 120,1    | 500,6 |

## Storia

### Frequentazione nativa
I primi nativi americani della San Francisco Bay Area arrivarono nel IV millennio a.C. Secondo un antropologo, il nome indigeno di San Francisco era Ahwaste, che significa "posto nella baia". Le prove linguistiche e paleontologiche non sono chiare sul fatto che i primi abitanti della zona fossero gli antenati della popolazione Ohlone incontrata dagli spagnoli alla fine del XVIII secolo. I nativi non riconoscevano gli attuali confini della città o della contea imposti in seguito dagli americani, bensì facevano parte di una serie contigua di tribù che vivevano dal Golden Gate a San José.

I villaggi Yelamu di San Francisco

Quando arrivarono gli spagnoli, trovarono l'area abitata dalla tribù Yelamu, appartenente agli Ohlone, il loro territorio tradizionale si estendeva da Big Sur alla Bay Area, sebbene la loro area commerciale fosse molto più ampia. Sono state rilevate numerose tracce di frequentazione umana in particolare a partire dal 3000 a.C., abitata frequentemente dai nativi già citati Ohlone, noti anche come il "popolo dell'ovest".

### L'arrivo degli spagnoli e la fondazione

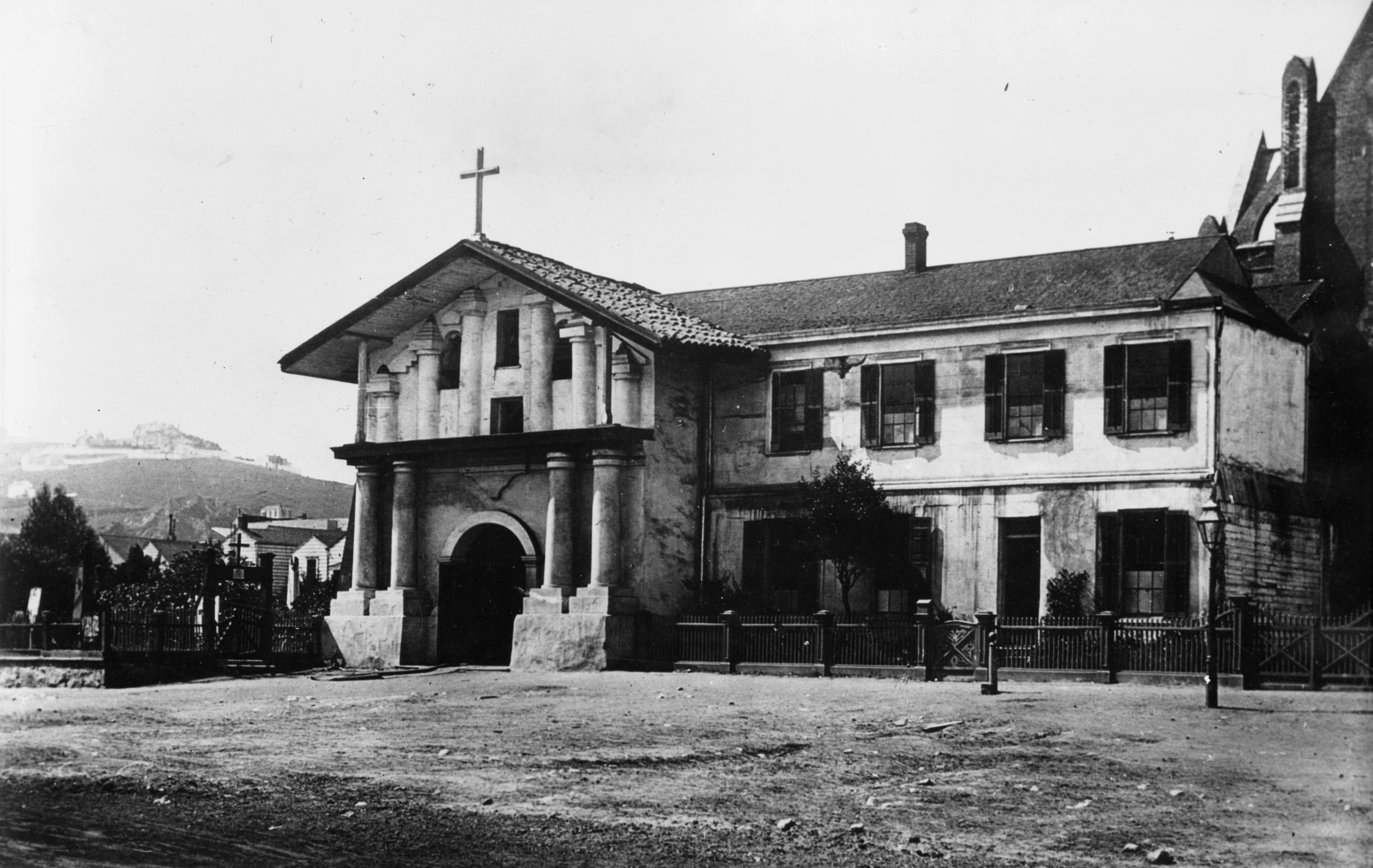
Missione San Francisco de Asís

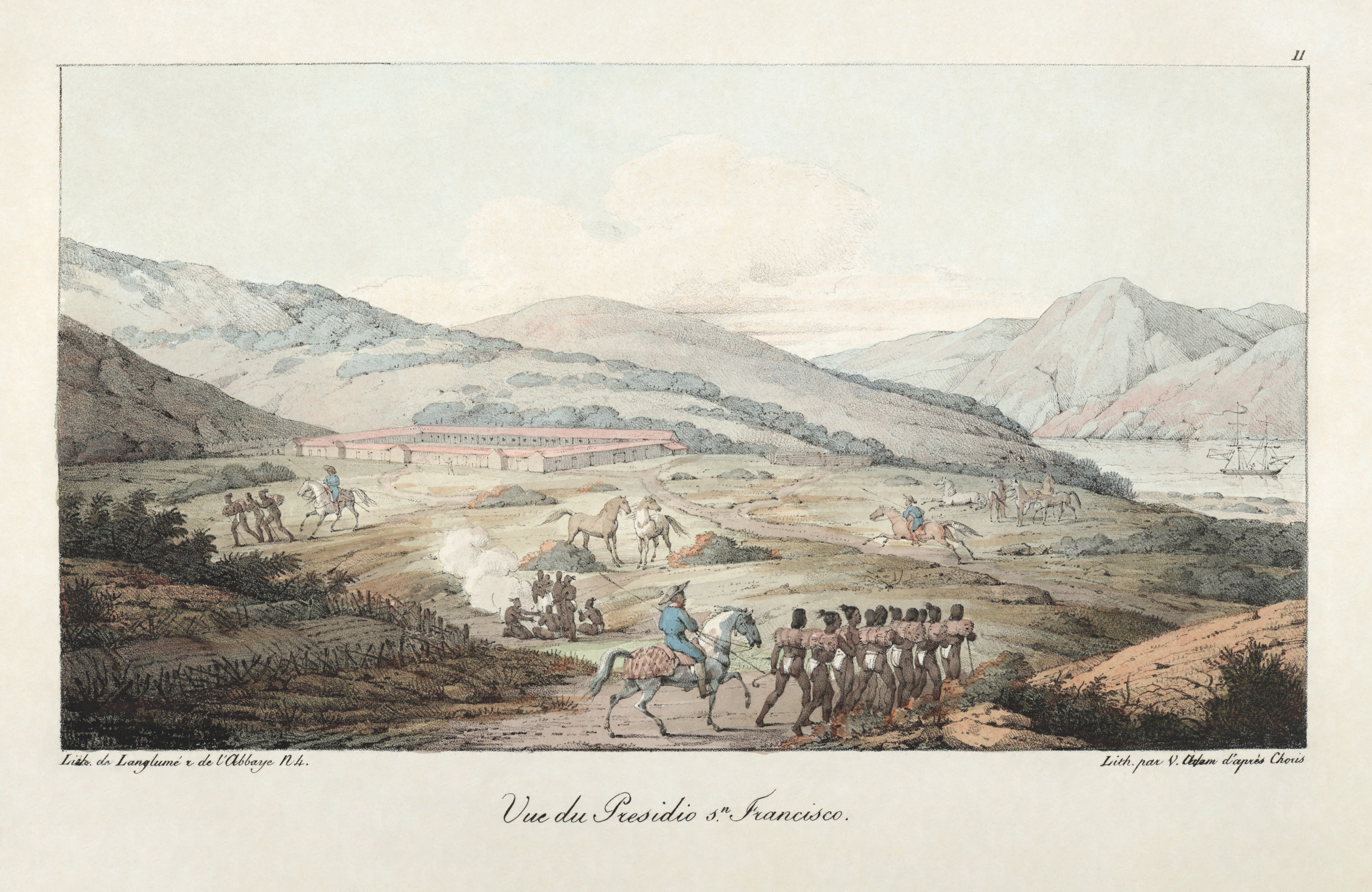
Il Presidio di San Francisco nel 1817 di Louis Choris.

Una spedizione spagnola, guidata da Gaspar de Portolá e arrivata il 2 novembre 1769, diede il primo resoconto europeo documentato della baia di San Francisco; Portolá rivendicò l'area per la Spagna come parte del Vicereame della Nuova Spagna. Nel 1776 venne fondata la Missione San Francisco de Asís o Misión Dolores, da frate Junípero Serra e fu costruito un forte militare, il Presidio di San Francisco.
Nel 1786 l'esploratore francese Jean-François de La Pérouse visitò la missione e i territori circostanti e ne lasciò un racconto dettagliato. Nel 1792, durante il suo viaggio verso nord, l'esploratore britannico George Vancouver si fermò a San Francisco, secondo il suo diario, per spiare gli insediamenti spagnoli nell'area. Oltre agli europei, anche i commercianti di pellicce russi visitarono la zona, dal 1770 fino al 1841 circa: i commercianti russi colonizzarono un'area che andava dall'Alaska alla California settentrionale, a Fort Ross, nella contea di Sonoma. La denominazione del quartiere Russian Hill di San Francisco è attribuita ai resti dei commercianti di pellicce russi e ai marinai che vi sono stati trovati.

### Dominio messicano
Dopo l'indipendenza dalla Spagna nel 1821, l'area divenne parte del Primo Impero messicano. Nel 1835, l'inglese William Richardson fece erigere la prima fattoria significativa al di fuori delle immediate vicinanze della Misión Dolores, vicino ad un ancoraggio di barche attorno a quella che oggi è Portsmouth Square, insieme ad Alcalde Francisco de Haro, elaborò un piano stradale per un insediamento ampliato e il nome Yerba Buena che fu dato dai missionari in onore ad un particolare tipo di pianta che trovarono abbondante nelle vicinanze della missione. Nel 1838 Richardson fece una petizione e ricevette una grande concessione di terreni nella contea di Marin e nel 1841 si trasferì lì per prendere residenza a Rancho Sausalito. Richardson Bay a nord porta il suo nome.
L'Impero britannico trattenne brevemente l'idea di acquistare la baia dal Messico nel 1841, sostenendo che avrebbe: «assicurato alla Gran Bretagna tutti i vantaggi del miglior porto del Pacifico per le sue speculazioni commerciali in tempo di pace e in guerra per una più facile protezione della sua ascesa marittima». Per quanto fosse solo un'idea e San Francisco sarebbe comunque diventata parte degli Stati Uniti, piuttosto che della potenza navale britannica. Il 31 luglio 1846, Yerba Buena raddoppiò la popolazione quando circa 240 pionieri mormoni della costa orientale arrivarono sulla nave Brooklyn, guidata da Samuel Brannan. Brannan, anch'egli membro della "Chiesa di Gesù Cristo dei Santi degli Ultimi Giorni", sarebbe diventato famoso per essere il primo pubblicista della corsa all'oro della California del 1849 e il primo milionario che ne derivò.

### Conquista statunitense

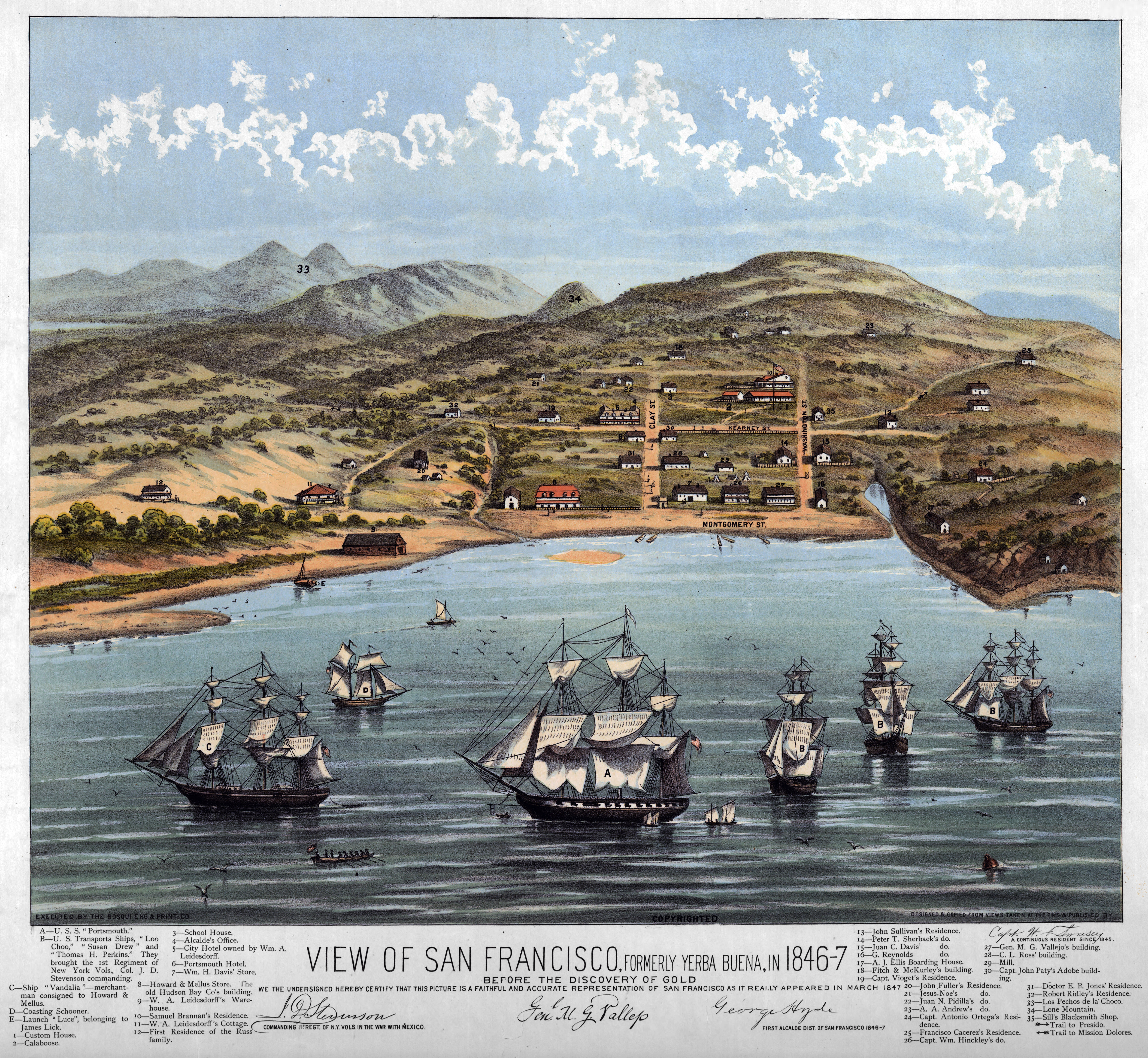
Vista di San Francisco nel 1846

Il commodoro della Marina degli Stati Uniti John D. Sloat, rivendicò la California per gli Stati Uniti il 7 luglio 1846, durante la guerra messico-statunitense, il capitano della marina John Berrien Montgomery e il tenente della marina Henry Bulls Watson dell'USS Portsmouth arrivarono per reclamare Yerba Buena due giorni dopo alzando la bandiera statunitense sulla piazza della città, che ora è Portsmouth Square (in onore della nave) e Bulls Watson fu posto al comando della guarnigione. Nell'agosto del 1846, il tenente Washington A. Bartlett fu nominato alcalde (governatore) di Yerba Buena. Il 30 gennaio 1847 entrò in vigore l'annuncio del tenente Bartlett del cambiamento del nome di Yerba Buena in San Francisco. La città e il resto della California divennero ufficialmente statunitensi nel 1848 con il trattato di Guadalupe Hidalgo, che pose fine alla guerra, la California fu annessa agli Stati Uniti il 9 settembre 1850. All'epoca la contea e la città non coprivano la medesima area, poiché la contea conteneva l'odierna contea di San Mateo.
Situata sulla punta di una penisola ventosa, carente di acqua o legna da ardere, San Francisco mancava della maggior parte delle strutture di base per un insediamento nel XIX secolo, questi svantaggi naturali costrinsero i residenti della città a portare acqua, carburante e cibo nel luogo. La prima di molte trasformazioni ambientali fu la bonifica della città da zone paludose ricche di terreni edificabili. Gran parte dell'attuale centro è costruito sopra l'ex Yerba Buena Cove, concesso alla città dal governatore militare Stephen Watts Kearny nel 1847.

### La corsa all'oro

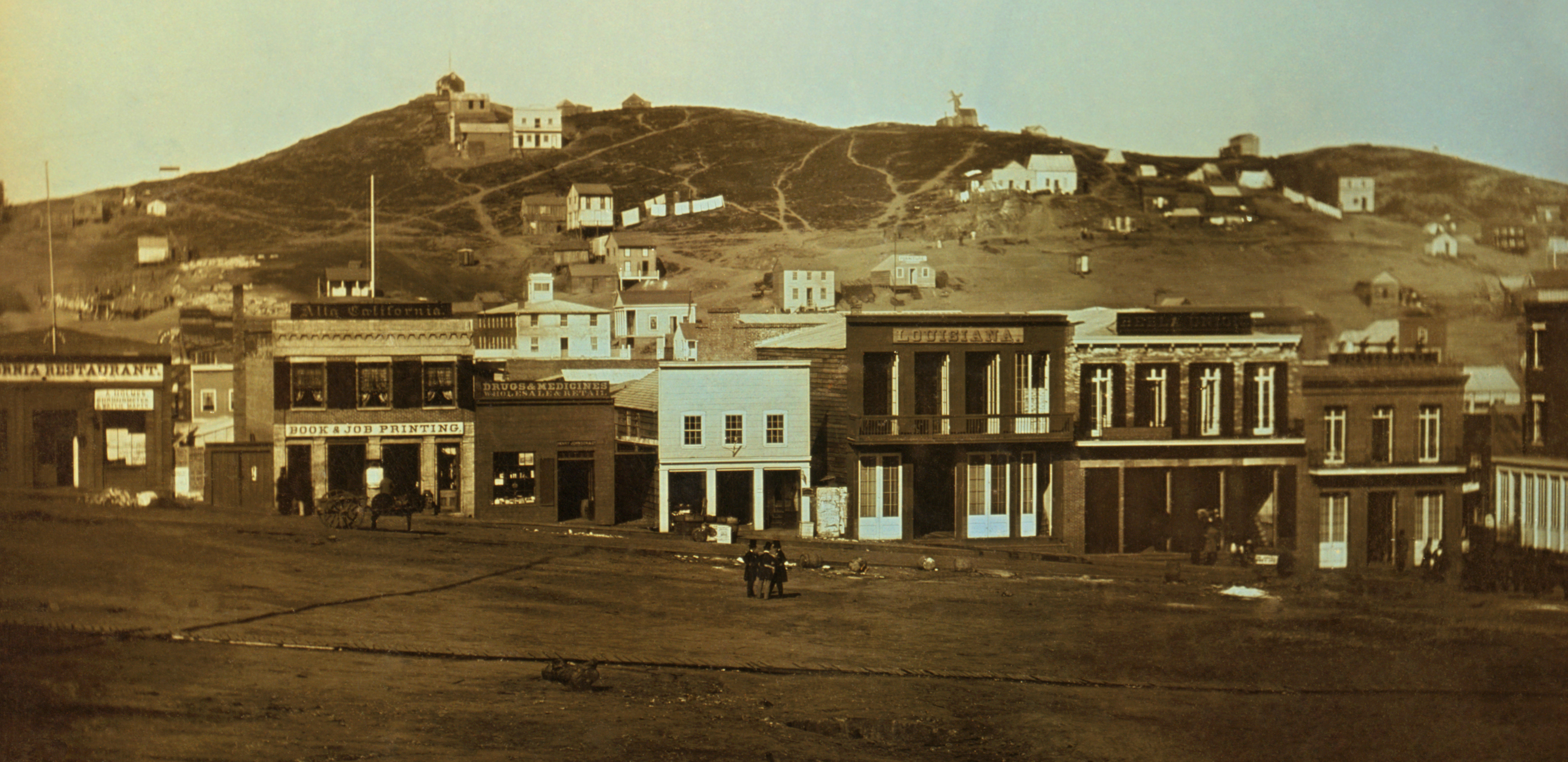
Portsmouth Square nel 1851.

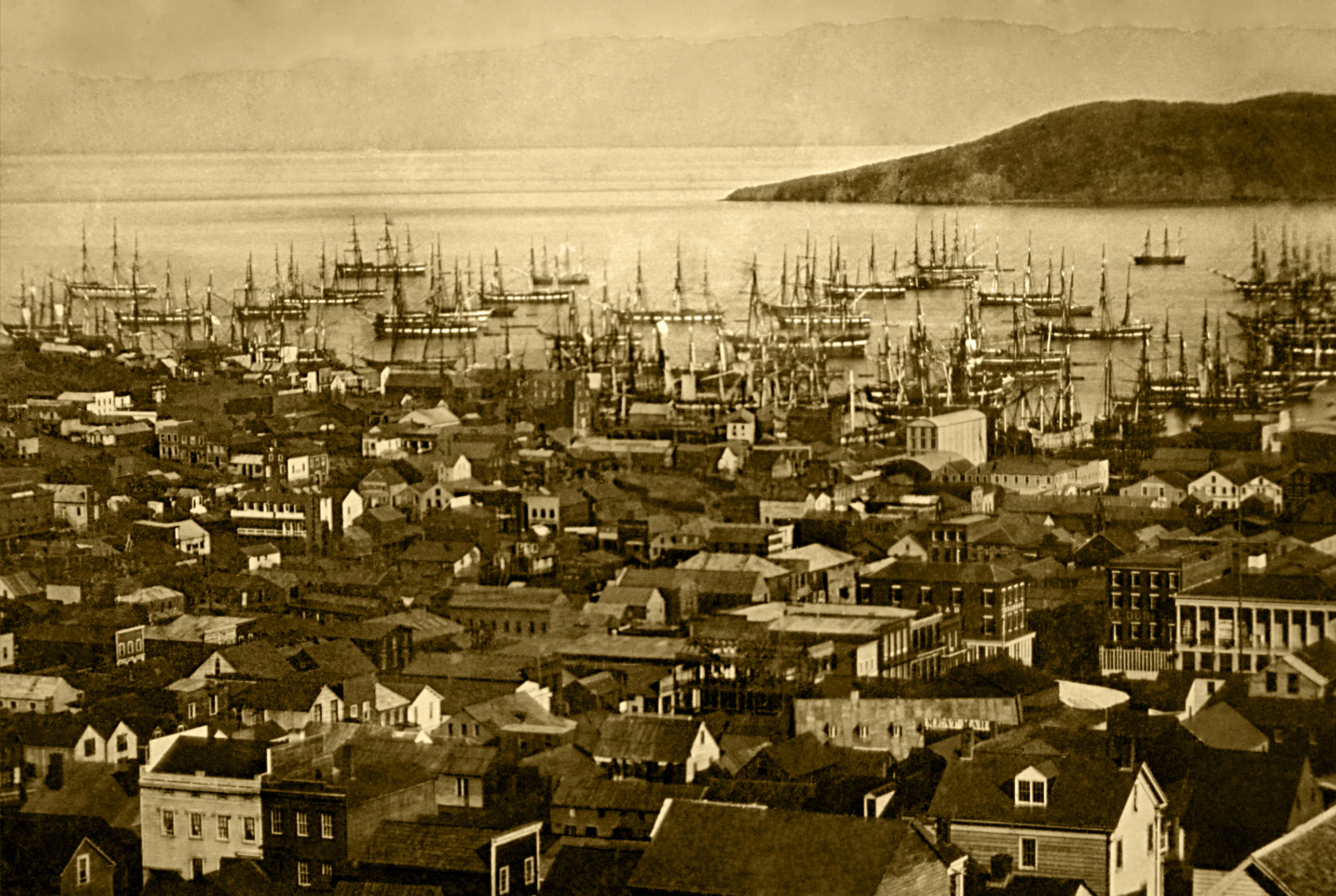
Il porto di San Francisco nel 1851. Durante questo periodo divenne così affollato che, spesso, le navi dovevano attendere prima di scaricare merci e passeggeri.

Fu la corsa all'oro californiana che seguì all'annessione americana a stimolare una rapida crescita dell'area, e la sua definitiva trasformazione da piccolo centro a grande metropoli (dai 1 000 abitanti nel 1848 si passò a 25 000 nel 1849). Questa crescita incontrollata provocò anche una maggiore incidenza della criminalità nella città, ed alcuni quartieri divennero noti come paradiso per criminali, prostituzione e gioco d'azzardo e soprattutto attirò una grande massa di immigrati.
La rapida crescita continuò nel corso degli anni 1850 e soprattutto dopo la scoperta d'argento nella vena Comstock Lode nel 1859. Questa rapida crescita complicò gli sforzi di pianificazione urbana, lasciando in eredità un buon numero di strade strette che continuano a caratterizzare la città fino ai giorni nostri. Il boom demografico includeva molti lavoratori cinesi (coolies) che venivano a lavorare nelle miniere e successivamente nella First Transcontinental Railroad. Il distretto di Chinatown della città divenne ed è ancora uno dei più grandi del paese, infatti oggi la città è all'incirca un quinto cinese, facendola una delle maggiori concentrazioni al di fuori della Cina.
Molte aziende fondate per servire la crescente popolazione esistono ancora oggi, in particolare l'abbigliamento Levi Strauss & Co., il cioccolato Ghirardelli e la banca Wells Fargo. Molti famosi magnati della ferrovia, bancari e minerari o "baroni rapinatori" come Charles Crocker, Mark Hopkins, Collis P. Huntington e Leland Stanford, si stabilirono in città nel quartiere Nob Hill. I siti delle dimore di due di loro sono ora famosi e costosi hotel di San Francisco (Mark Hopkins Hotel e Huntington Hotel).

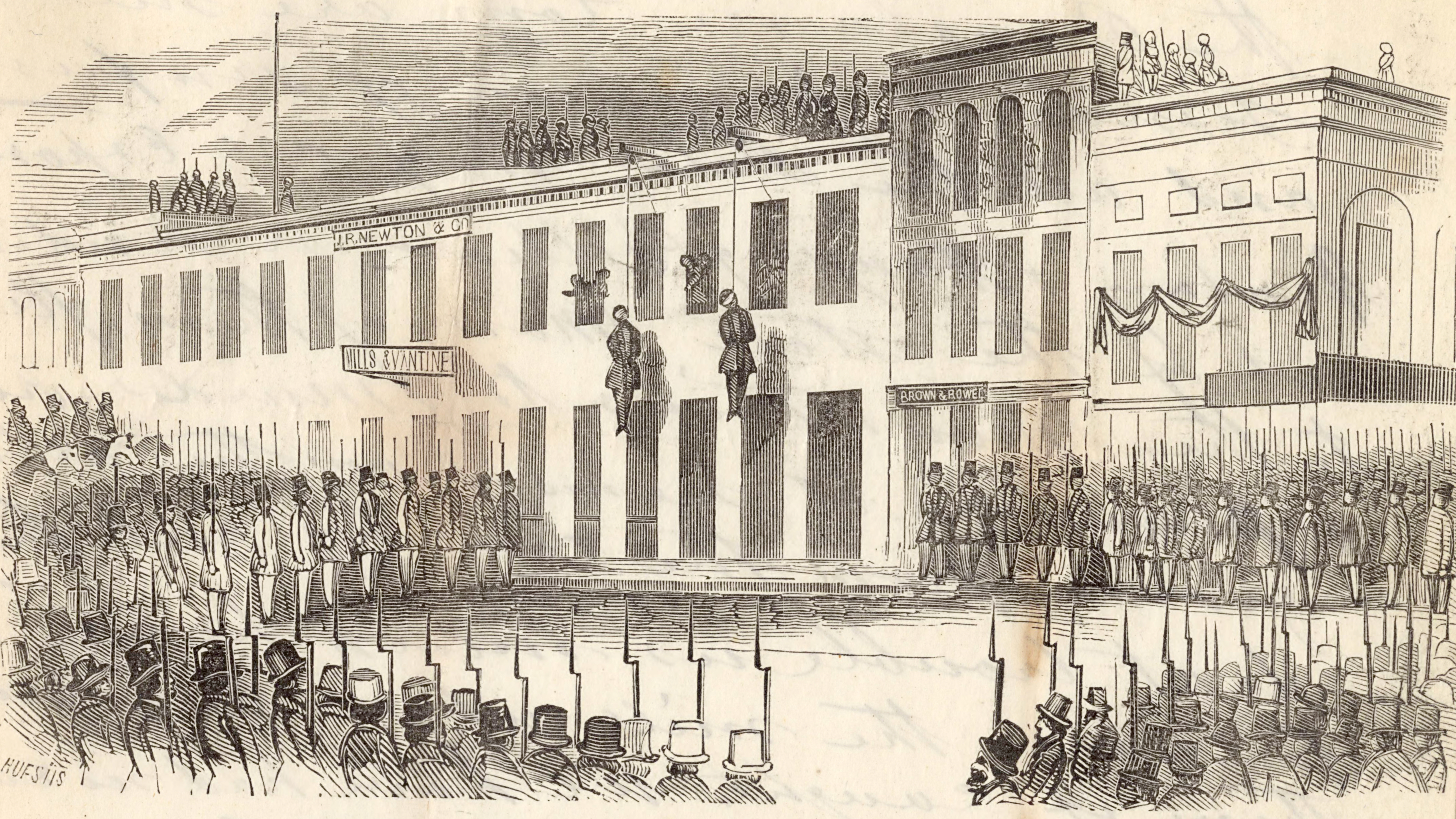
Charles Cora e James Casey linciati dal comitato di vigilanza nel 1856.

Come in molte città minerarie, il clima sociale all'inizio di San Francisco era caotico. I comitati di vigilanza furono costituiti nel 1851, e ancora nel 1856, in risposta al crimine e alla corruzione del governo. Questa milizia popolare linciò 12 persone, rapì centinaia di irlandesi e membri della milizia governativa e costrinse a dimettersi diversi funzionari eletti. Questa attività si concentrò in seguito sugli immigrati cinesi, creando molti disordini di razza, queste rivolte culminarono con la creazione del Chinese Exclusion Act nel 1882 che mirava a ridurre l'immigrazione cinese negli Stati Uniti limitando l'immigrazione ai maschi e riducendo il numero di immigrati ammessi in città, la legge fu abrogata nel 1943 con il Magnuson Act.
San Francisco era il capoluogo della contea di San Francisco, una delle 18 contee originali dello stato della California nel 1850. Fino al 1856, i confini della città si estendevano ad ovest fino a Divisadero Street e Castro Street, e da sud a 20th Street. In risposta all'illegalità e al vigilantismo che si intensificarono rapidamente tra il 1855 e il 1856, il governo della California decise di dividere la contea, fu quindi tracciata una linea retta sulla punta della penisola di San Francisco, appena a nord della montagna di San Bruno, tutto a sud della linea divenne la contea di San Mateo mentre tutto a nord della linea divenne la nuova città e contea di San Francisco consolidate, ad oggi l'unica città-contea consolidata in California.
Nell'autunno del 1855 una nave che trasportava rifugiati da un'epidemia di colera in corso in Estremo Oriente, attraccò a San Francisco. Dal momento che la rapida crescita della popolazione, dovuta alla corsa all'oro, aveva notevolmente superato lo sviluppo delle infrastrutture e dei servizi, compresi quelli igienico-sanitari, scoppiò rapidamente una grave epidemia di colera. La responsabilità di prendersi cura dei malati indigenti si era inizialmente imposta sullo stato, ma di fronte alla gravità della situazione, il legislatore statale trasferì questa responsabilità alle contee, stabilendo il sistema di ospedali di contea per i poveri, ancora in vigore oggi. L'ordine delle "Sisters of Mercy" fu incaricato di gestire il primo ospedale della contea di San Francisco, lo State Marine and County Hospital, a causa della sua efficienza nella gestione dell'epidemia. Nel 1857 l'ordine aprì l'ospedale St. Mary's a Stockton Street, il primo ospedale cattolico a ovest delle Montagne Rocciose. Nel 1905, le "Sisters of Mercy" acquistarono terreni a Fulton e Stanyan Streets, edificando l'attuale sede del St. Mary's Medical Center, il più antico ospedale in funzione di San Francisco.
A causa della corsa all'oro, e nonostante i vigilantes e la graduale attuazione della legge e dell'ordine a San Francisco, il suo quartiere a luci rosse all'epoca divenne noto come "Barbary Coast" (Costa delle Barbarie), divenendo un focolaio di gioco d'azzardo, prostituzione e criminalità. Ora è sovrapposto da Chinatown, North Beach, Jackson Square e il distretto finanziario.

### Crescita nel XIX secolo

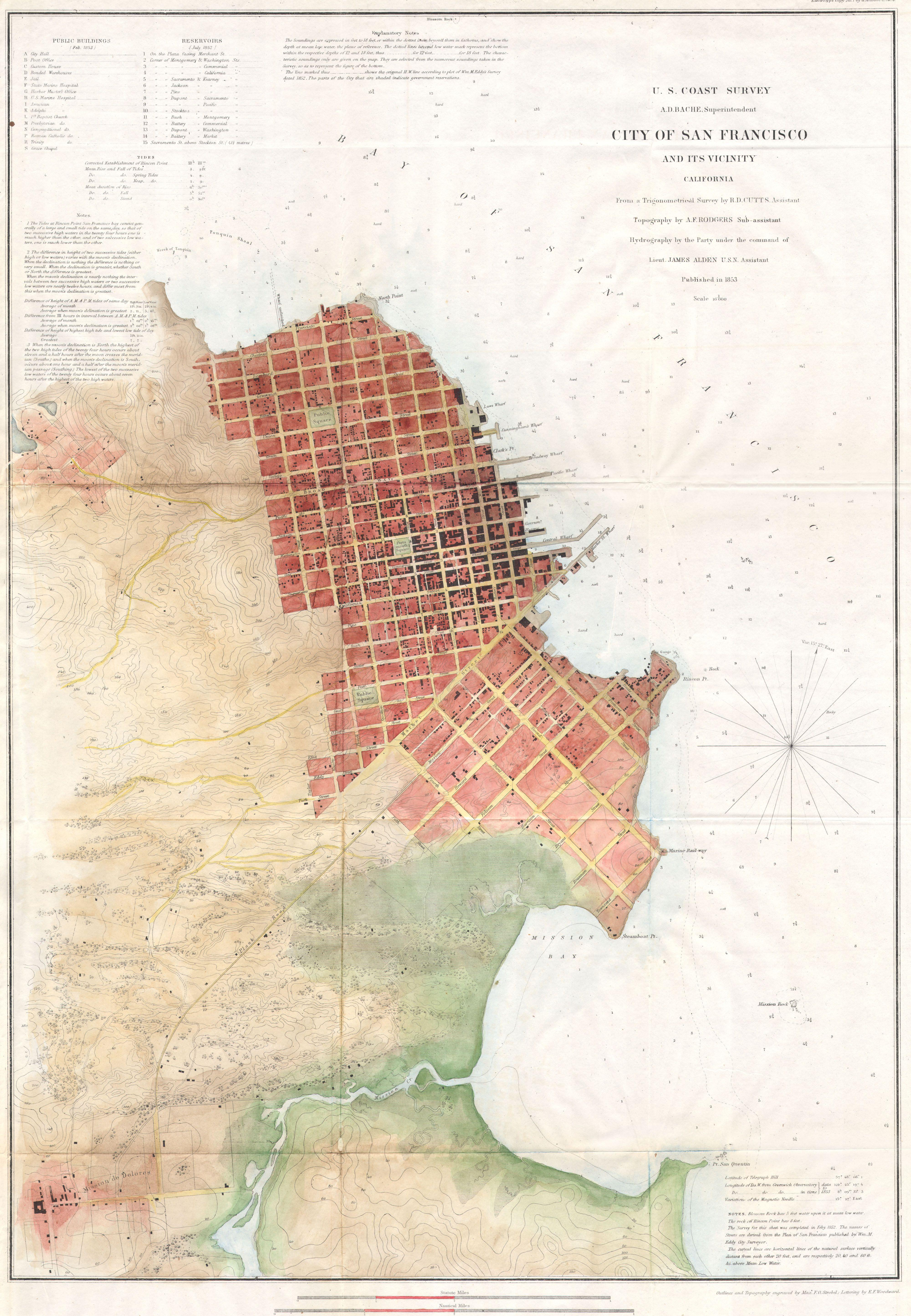
Mappa del 1853 della United States Coast Survey

Fu tra il 1860 e il 1880 che San Francisco iniziò a trasformarsi in una grande città, iniziando con una massiccia espansione in tutte le direzioni, creando nuovi quartieri come Western Addition, Haight-Ashbury, Valle dell'Eureka, Mission District, culminando nella costruzione del Golden Gate Park nel 1887. Nel 1864 Hugh H. Toland, un chirurgo della Carolina del Sud che trovò grande successo e ricchezza dopo essersi trasferito a San Francisco, fondò il Toland Medical College, che divenne uno dei tre college affiliati, che in seguito si svilupparono nell'Università della California di San Francisco. Inizialmente, le università affiliate erano situate in diversi siti intorno a San Francisco, ma verso la fine del XIX secolo l'interesse per riunirle crebbe e per renderlo possibile, il sindaco Adolph Sutro donò 13 acri di Parnassus Heights alla base del Monte Parnassus (ora noto come Monte Sutro). Il nuovo sito, che si affaccia sul Golden Gate Park, è stato aperto nell'autunno del 1898, con la costruzione dei nuovi edifici delle università affiliate.
Nel 1873 entrarono in funzione le famose Cable Cars della città, un'invenzione di Andrew Smith Hallidie per attraversare le ripide colline della città e conciliare i nuovi sviluppi residenziali, che nel frattempo stavano dando alla città il suo attuale aspetto, caratterizzato dalle abitazioni in stile vittoriano. San Francisco crebbe in importanza culturale quando i famosi scrittori Mark Twain, Bret Harte, Ambrose Bierce, Rudyard Kipling, Robert Louis Stevenson e Oscar Wilde trascorsero del tempo in città, mentre anche personaggi locali emersero, come l'Imperatore Norton. La borsa valori e obbligazioni di San Francisco fu fondata nel 1882.

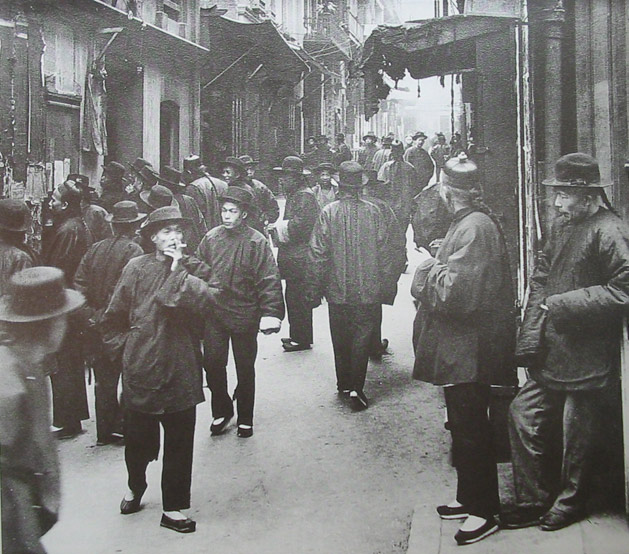
Ross Alley nella Chinatown di San Francisco nel 1898, di Arnold Genthe.

Nel 1890, proprio come nel resto degli Stati Uniti, San Francisco soffriva di un sistema politico corrotto ed era pronta a cambiamenti politici. Adolph Sutro venne eletto sindaco 1894 sotto l'egida del Partito Populista e vinse facilmente senza fare campagne. Da sindaco, Sutro sostanzialmente fallì nei suoi sforzi per migliorare la città.
La seconda metà dell'Ottocento vide anche il consolidarsi di una classe imprenditoriale che investì le ricchezze derivate dalla corsa all'oro; i settori principali di crescita furono quello bancario e ferroviario, quest'ultimo interessato dalla costruzione della First Transcontinental Railroad, inoltre lo sviluppo del porto fece della città un importante centro per il commercio. Tutto ciò catalizzò un importante flusso di immigrazione che fece di San Francisco una città multietnica.
All'inizio del XX secolo San Francisco era ormai conosciuta nel Paese per il suo stile ricco e signorile, nonché per la sua florida attività teatrale.

### XX secolo: Il terremoto del 1906 ed i fenomeni sociali

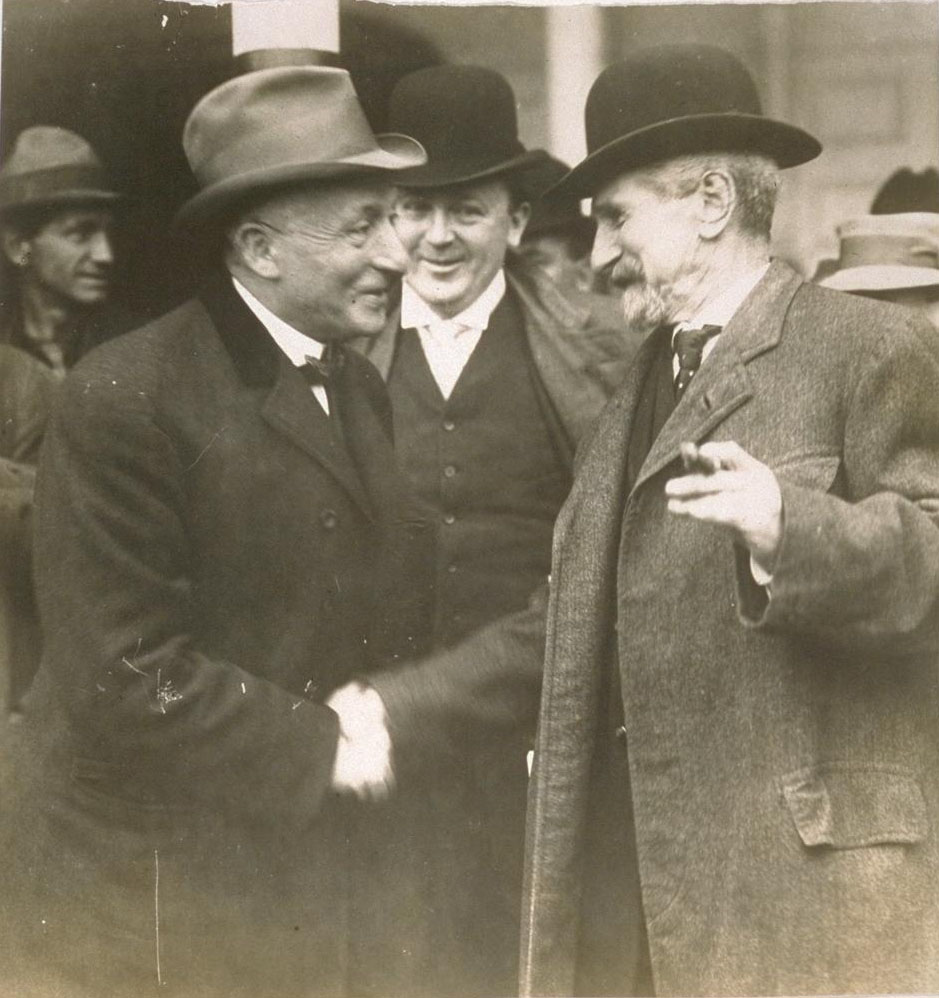
Abe Ruef (a sinistra) diretto alla prigione di San Quentin dopo essere stato condannato nel "San Francisco Graft Trial" 1905-1908.

Tra il 1901 e 1904 scoppiò in città una epidemia dovuta alle scarse condizioni igieniche e alla numerosa presenza di ratti.
Il sindaco Eugene Schmitz, presidente dell'Unione dei musicisti, fu scelto dal caro amico e leader politico Abe Ruef per candidarsi come sindaco per il partito Union Labor Party nel 1901. Ruef contribuì con $ 16.000 (circa $ 455.000 oggi) alla campagna di Schmitz e usò la sua notevole influenza per assicurarsi che Schmitz fosse eletto come sindaco. Ruef costruì una forte rete di sostenitori dietro le quinte, compresi gli oltre 5.000 proprietari di saloon e altri 2.000 baristi a San Francisco, che influenzarono le discussioni politiche nei loro locali.
L'ex sindaco Phelan, con Rudolph Spreckels, presidente della First National Bank di San Francisco, e Fremont Older, redattore del San Francisco Bullettin, decisero di sfidare la corruzione del Partito laburista e, conosciuto Francis Heney, un procuratore speciale degli Stati Uniti, iniziarono le indagini. Alla fine Heney accusò Ruef e Schmitz di numerosi episodi di corruzione e li condusse al processo.
Il 13 giugno 1907 il sindaco Schmitz fu dichiarato colpevole di estorsione e l'ufficio fu dichiarato vacante e fu mandato in prigione per attendere la sentenza, poco dopo fu condannato a cinque anni nella carcere di San Quintino, la pena massima consentita dalla legge. Il dottor Edward R. Taylor, decano dell'Hastings College, accettò di intervenire come sindaco provvisorio e gli fu dato il potere di nominare nuovi supervisori in sostituzione di quelli che si erano dimessi. Ruef venne dichiarato colpevole e fu condannato a 14 anni di carcere, nel novembre del 1910, la sua condanna e la sua sentenza furono infine confermate e il 1 ° marzo 1911 entrò in prigione. Il 23 agosto 1915, dopo aver scontato poco più di quattro e mezzo della sua condanna a quattordici anni, fu rilasciato.
Il 18 aprile 1906 un devastante terremoto, derivato dalla rottura di oltre 270 miglia della faglia di San Andreas, distrusse un'area dalla Salinas Valley a Eureka, concentrato immediatamente al largo di San Francisco. Si stima che il sisma abbia avuto una magnitudo di 7,8 sulla scala Richter. La rete idrica si ruppe in tutta San Francisco e gli incendi che seguirono bruciarono per giorni, distruggendo circa l'80% della città, incluso quasi tutto il centro cittadino, molti residenti rimasero intrappolati tra l'acqua su tre lati e il fuoco in avvicinamento, ma un'evacuazione di massa attraverso la baia salvò migliaia di persone, campi di rifugiati vennero allestiti a Golden Gate Park, Ocean Beach e in altre sezioni non sviluppate della città.
Il bilancio delle vittime ufficiale all'epoca era 478, sebbene sia stato ufficialmente rivisto nel 2005 a più di 3000, il minore bilancio delle vittime iniziale venne elaborato da funzionari civili, statali e federali che ritennero che riferire il numero effettivo avrebbe danneggiato gli sforzi di ricostruzione e riqualificazione, nonché il morale della città e della nazione. La tragedia fu documentata dal giornalista e scrittore Will Irwin. La città che fu, la più importante storia di Irwin e il capolavoro che lo rese uno scrittore professionista, fu il suo reportage per corrispondenza per The Sun, a New York.
Quasi immediatamente dopo il terremoto vennero realizzati i piani di riprogettazione e ricostruzione della città. Uno dei piani più famosi e ambiziosi, proposto prima dell'incendio, venne dal famoso urbanista Daniel Burnham: il suo audace piano prevedeva boulevard in stile Parigi Haussmann, vie e arterie che si irradiavano in tutta la città, un enorme complesso di centri civici con strutture in stile classico e quello che sarebbe stato il più grande parco urbano del mondo che si estende da Twin Peaks a Lake Merced con un grande ateneo al suo interno. Questo piano fu respinto dalla critica (sia al momento sia ora), come poco pratico e irrealistico alla domanda e all'offerta municipale, i proprietari di immobili e il settore immobiliare erano contrari all'idea a causa della quantità di terra che la città avrebbe dovuto acquistare per realizzare tali proposte.
Mentre la griglia stradale originale venne restaurata, molte delle proposte di Burnham alla fine hanno visto la luce, come il complesso di centri civici neoclassici, strade più larghe, una preferenza per le arterie, una metropolitana sotto Market Street, il Fisherman's Wharf e un monumento alla città su Telegraph Hill, Coit Tower, dedicata ai pompieri. Con molti ratti in giro e persone sfollate, durante la ricostruzione si verificò un lieve scoppio di peste a San Francisco e Oakland, ma a differenza dell'epidemia del 1901-1904, le autorità governative seppero porvi rimedio velocemente.
Nel 1912, vi fu un movimento per creare una Greater San Francisco in cui la parte meridionale della contea di Marin, la parte della contea di Alameda che comprende Oakland, Piedmont e Berkeley, e la parte settentrionale della contea di San Mateo sarebbero diventate i quartieri esterni di San Francisco, con la città e la contea di San Francisco che funzionano come Manhattan, sulla base del modello di New York City. L'opposizione della East Bay sconfisse però il piano di espansione di San Francisco nella legislatura californiana e anche i successivi tentativi di consolidamento dell'area metropolitana della Bay Area nel 1917, 1923 e 1928 non vennero stati implementati.

Vista dell Panama–Pacific Exposition, 1915. La Tower of Jewels al centro, Alcatraz e la San Francisco Bay Area nello sfondo.

Nel 1915, la città ospitò l'Esposizione internazionale Panama-Pacifico, per celebrare l'apertura del canale di Panama, ma anche come dimostrazione della vibrante città completamente ricostruita a meno di un decennio dal terremoto. Dopo la fine dell'esposizione, tutti i suoi grandi edifici furono demoliti ad eccezione del ricostruito Palazzo delle Belle Arti che sopravvive oggi in forma diminuita, mentre il resto del quartiere fieristico è stato ri-sviluppato nel quartiere Marina.

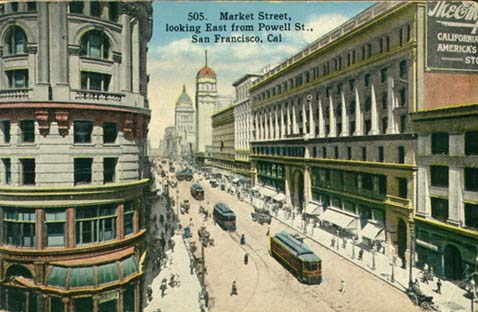
Market Street negli anni venti del XX secolo

Il 1934 vide San Francisco diventare il centro dello sciopero della West Coast. Lo sciopero è durato ottantatré giorni e ha visto la morte di due lavoratori, ma il risultato ha portato alla sindacalizzazione di tutti i porti della costa occidentale degli Stati Uniti.

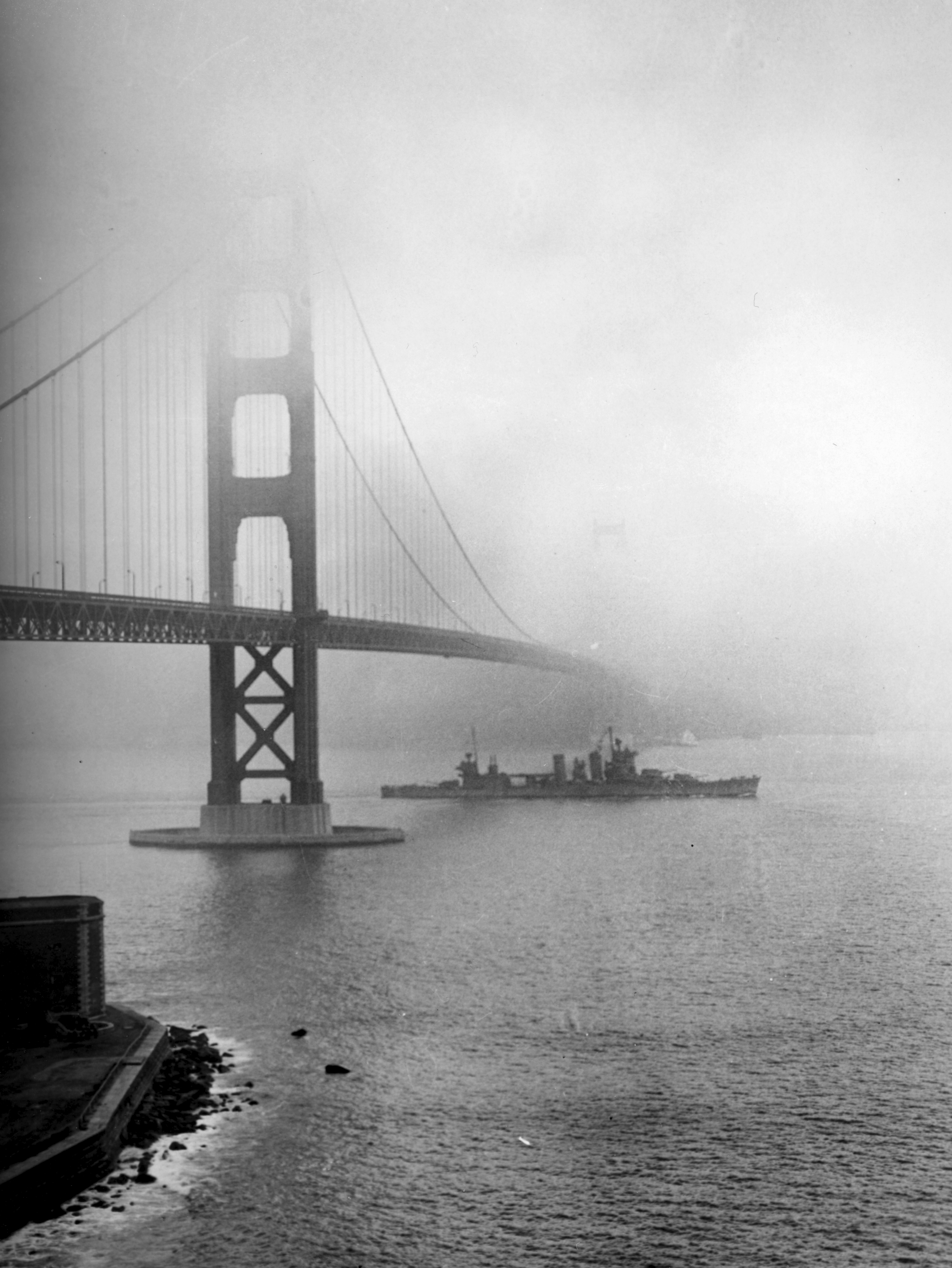
La USS San Francisco passa sotto il Golden Gate Bridge nel 1942, durante la seconda guerra mondiale.

Durante la seconda guerra mondiale, San Francisco fu il principale punto di rifornimento della terraferma e il porto di imbarco per la guerra nel Pacifico. Ha anche visto la più grande e antica comunità giapponese al di fuori del Giappone, Japantown, rimuovere completamente tutti i suoi residenti di etnia giapponese a seguito del decreto esecutivo 9066, che ha costretto tutti i giapponesi di nascita o discendenza negli Stati Uniti ad essere internati, nel 1943 molte grandi sezioni del quartiere rimasero vacanti a causa dell'internamento forzato.
Il vuoto fu rapidamente riempito da migliaia di afroamericani che avevano lasciato il sud per trovare lavoro in tempo di guerra, in California, come parte della grande migrazione afroamericana. Molti afroamericani si stabilirono anche nel distretto di Fillmore e in particolare vicino ai cantieri navali Bayview-Hunters Point, lavorando nei bacini di carenaggio. Gli stessi bacini di Hunters Point sarebbero stati usati per caricare i componenti fissili chiave della prima bomba atomica sulla USS Indianapolis, nel luglio 1945.
Il War Memorial Opera House, inaugurato nel 1932, fu sede di una significativa storia del dopoguerra. Nel 1945 si tenne la conferenza che formò le Nazioni Unite, con la Carta delle Nazioni Unite firmata nelle vicinanze nell'Herbst Theatre il 26 giugno. Inoltre nel 1951, fu redatto e firmato il Trattato di San Francisco che formalmente pose fine alla guerra con il Giappone e stabilì relazioni pacifiche. Il ponte di San Francisco-Oakland Bay fu aperto nel 1936 e il Golden Gate Bridge nel 1937. Fu in questo periodo che l'isola di Alcatraz, una ex base militare, iniziò il suo servizio come prigione federale di massima sicurezza, ospitando noti detenuti come Al Capone e Robert Franklin Stroud, The Birdman of Alcatraz.

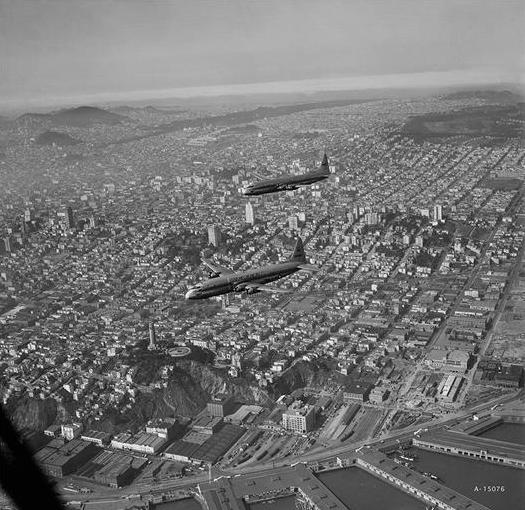
San Francisco nel 1950.

Dopo la seconda guerra mondiale, molti militari americani che si innamorarono della città durante la partenza o il ritorno dal Pacifico, si stabilirono qui, spingendo alla creazione del Sunset District, Visitacion Valley, e l'edificazione totale di San Francisco.
Durante questo periodo, iniziò un aggressivo programma di costruzione di autostrade nella Bay Area, tuttavia, si incontrò presto una forte resistenza a San Francisco, poiché l'elevata densità di popolazione della città significava che praticamente qualsiasi diritto di passaggio avrebbe spostato un gran numero di persone, di cercò quindi di ridurre al minimo lo spostamento costruendo autostrade a due piani, ma il grezzo stato dell'ingegneria civile in quel momento portò alla costruzione di alcune autostrade esteticamente brutte che alla fine si sono rivelate sismicamente pericolose.
Nel 1959, il Consiglio delle autorità di vigilanza votò per fermare la costruzione di altre autostrade in città, un evento noto come Freeway Revolt. Sebbene alcune modifiche minori siano state autorizzate alle autostrade esistenti, la politica anti-autostrada della città è rimasta in vigore da allora. Steve Job nacque nel 1955 Nel 1958 i New York Giants si trasferirono a San Francisco e divennero i San Francisco Giants, il loro primo stadio, il Candlestick Park, fu costruito nel 1959.
Dopo la seconda guerra mondiale, San Francisco divenne una calamita per la controcultura americana. Durante gli anni cinquanta, City Lights Bookstore nel quartiere di North Beach era un importante editore di letteratura Beat Generation. Parte della storia della scena artistica in evoluzione degli anni cinquanta è raccontata nell'articolo di San Francisco Renaissance. Nella seconda metà del decennio successivo, negli anni sessanta, San Francisco era il centro della cultura hippie e di altre culture alternative. 
Nel 1967, migliaia di giovani entrarono nel distretto di Haight-Ashbury durante quella che divenne nota come la Summer of Love. Il San Francisco Sound è emerso come una forza influente nella musica rock, con artisti come Jefferson Airplane e Grateful Dead che hanno raggiunto una fama internazionale. Questi gruppi hanno offuscato i confini tra tradizioni folk, rock e jazz e hanno ulteriormente sviluppato il contenuto lirico del rock.

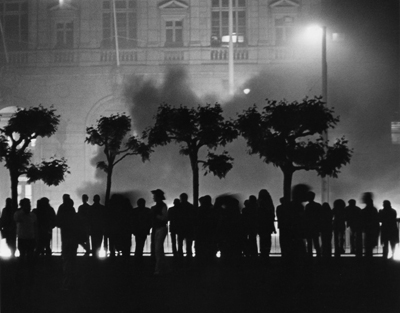
Rivoltosi fuori dal Municipio di San Francisco il 21 maggio 1979, infuriati per il verdetto finale che condannava Dan White, omicida di Harvey Milk e George Moscone, a soli 5 anni di reclusione.

Lo spirito di frontiera di San Francisco e il carattere selvaggio e ribelle formarono la sua reputazione di Mecca gay nella prima metà del XX secolo. La seconda guerra mondiale ha visto un balzo della popolazione gay quando l'esercito americano ha attivamente denigrato e dimesso disonorevolmente gli omosessuali: dal 1941 al 1945 furono dimessi più di 9.000 militari omosessuali, e molti furono processati. La fine degli anni 1960 portò anche una nuova ondata di omosessuali più radicali e che si erano riversati a San Francisco non solo per la sua reputazione gay-friendly, ma anche per la sua reputazione radicale di sinistra, questi nuovi residenti erano i promotori della "Gay Liberation" e vivevano spesso in comunità, per lo più ad Haight-Ashbury.
Quando la droga e la violenza iniziarono a diventare un grave problema a Haight, molte lesbiche e gay si trasferirono a Castro sostituendo gli irlandesi-americani che si erano trasferiti nei sobborghi più ricchi e culturalmente omogenei, il Castro divenne così noto come la "Mecca dei Gay" e la sua popolazione continuò a crescere quando un numero significativo di gay si trasferì a San Francisco negli anni settanta e ottanta. La crescita della popolazione omosessuale ha però causato tensioni con alcuni dei gruppi etnici stabiliti nella parte meridionale della città: Il 27 novembre 1978 Dan White, ex membro del Consiglio delle autorità di vigilanza ed ex ufficiale di polizia, assassinò il sindaco della città George Moscone e il primo ufficiale eletto apertamente gay di San Francisco, il supervisore Harvey Milk. Gli omicidi e il successivo processo furono segnati sia da veglie a lume di candela sia da rivolte. Negli anni ottanta, l'HIV creò il caos nella comunità gay.
La popolazione gay, lesbica, bisessuale e transgender della città è ancora la più alta di qualsiasi grande area metropolitana degli Stati Uniti. Gli anni settanta portarono anche altri importanti cambiamenti nella città come la costruzione del suo primo sistema, di metropolitana BART, che collega San Francisco con altre città nella Bay Area e che fu installato nel 1972, nelle stazioni del centro di San Francisco, esso si collega con il MUNI, la metropolitana della città. Anche il secondo edificio più alto di San Francisco, la Transamerica Pyramid fu completato durante quell'anno.

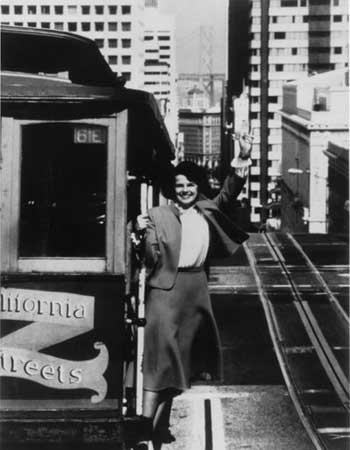
Dianne Feinstein sindaca della città negli anni ottanta.

Durante l'amministrazione del sindaco Dianne Feinstein (1978-1988), San Francisco vide un boom di sviluppo chiamato "Manhattanization",
Furono costruiti molti grandi grattacieli, principalmente nel distretto finanziario ma anche in alcuni quartieri residenziali. Un movimento di opposizione prese piede tra coloro che consideravano che i grattacieli avevano rovinato le vedute e distrutto il carattere unico di San Francisco. Simile alla rivolta dell'autostrada, una "rivolta del grattacielo" costrinse la città a inserire limiti di altezza nel codice di pianificazione e per molti anni i limiti hanno rallentarono la costruzione di nuovi grattacieli.
All'inizio degli anni ottanta, i senzatetto iniziarono ad apparire in gran numero in città, il risultato di molteplici fattori tra cui la chiusura delle istituzioni statali per i malati di mente, l'amministrazione Reagan che ridusse drasticamente le prestazioni abitative e i cambiamenti sociali che aumentarono la disponibilità di droghe che creano dipendenza, in combinazione con l'ambiente attraente di San Francisco e le generose politiche di welfare, il problema divenne presto endemico. Il sindaco Art Agnos (1988–92) fu il primo ad attaccare il problema, e non l'ultimo poiché è ancora oggi il problema principale per la città. Il suo programma, Beyond Shelter, divenne la base per i programmi federali e fu riconosciuto da Harvard per le innovazioni nel governo locale.
Agnos permise ai senzatetto di accamparsi nel parco del Civic Center dopo il terremoto di Loma Prieta che fece oltre 1.000 dimore inabitabili. Il suo successore, Frank Jordan, lanciò il programma "MATRIX" l'anno successivo, che mirava a spostare i senzatetto attraverso un'azione aggressiva della polizia. Il suo successore, Willie Lewis Brown Jr., fu in grado di ignorare ampiamente il problema, cavalcando la forte economia. Più tardi, il sindaco Gavin Newsom creò il controverso programma "Care Not Cash" sui senzatetto, che chiese di porre fine alle generose politiche di welfare della città verso i senzatetto e di metterli invece in alloggi a prezzi accessibili e richiedendo loro di frequentare la riabilitazione e i lavori finanziati dalla città in programmi di formazione.

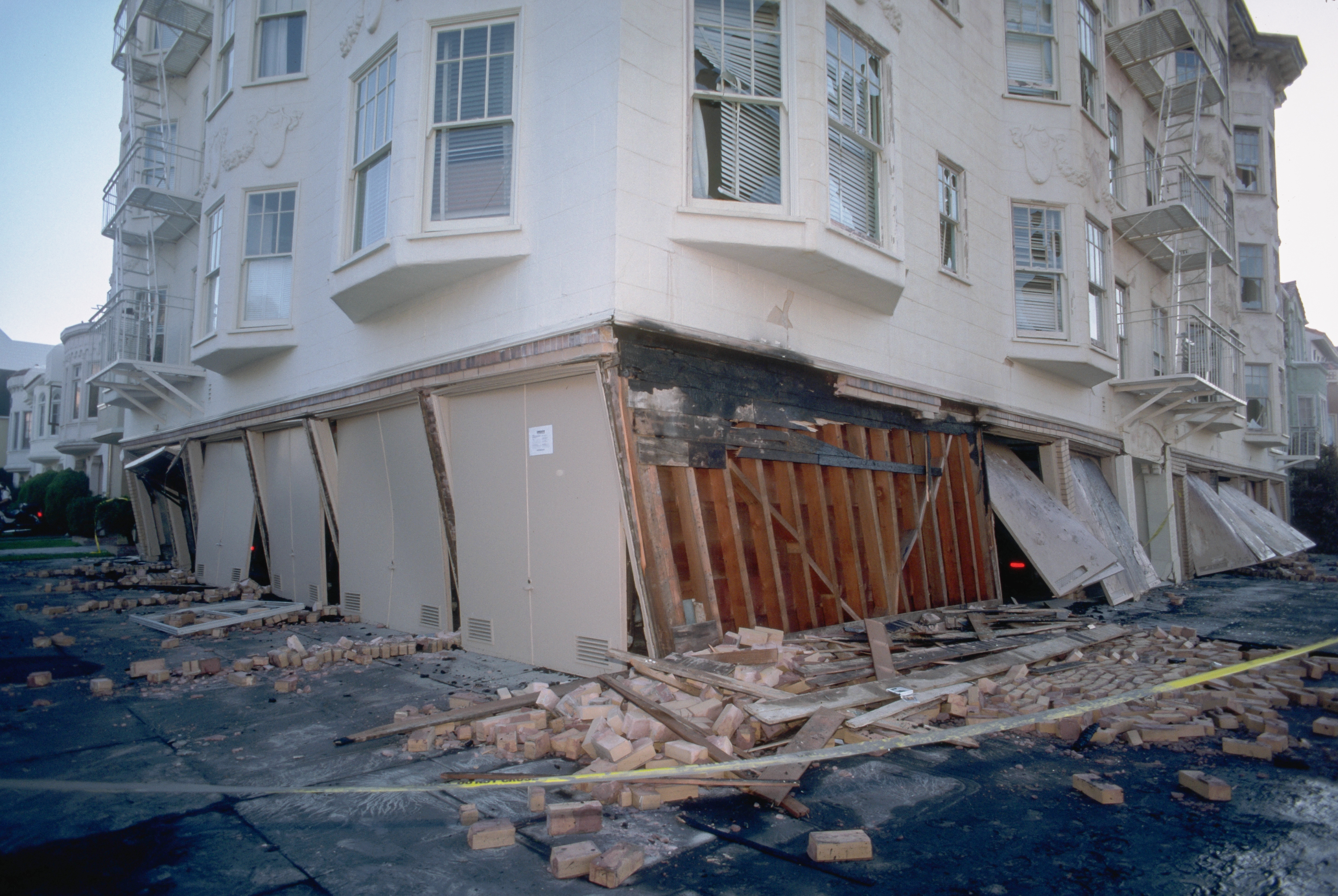
Un edificio nel Marina district dopo il terremoto del 1989.

Nell'agosto del 1989, San Francisco fu superata per la prima volta nella popolazione da San Jose, situata nella Silicon Valley (il centro mondiale dell'industria informatica). Da allora San Jose ha continuato a crescere in popolazione poiché circondata da ampi tratti di terra coltivabile facendo tuttora di San Francisco la seconda città della Bay Area. Il 17 ottobre 1989 un terremoto di magnitudo 6,9, colpì la faglia di San Andreas vicino al picco di Loma Prieta nelle Montagne di Santa Cruz, a circa 113 km a sud di San Francisco, pochi minuti prima del 3 Game della World Series del 1989 di baseball. Il sisma ha gravemente danneggiato molte delle autostrade della città, tra cui l'autostrada Embarcadero e l'autostrada centrale, Il sindaco Agnos prese la controversa decisione di demolire la Embarcadero, aprendo il lungomare. Il sisma causò anche ingenti danni nel quartiere Marina e nel quartiere South Market.
Gli anni novanta videro la demolizione dell'Embarcadero a seguito del danneggiamento del terremoto e l'autostrada, ripristinando la Hayes valley e il lungomare della città, L'Embarcadero. Nel 1994 come parte del piano di riallineamento e chiusura delle basi militari, l'ex base militare del cantiere navale di San Francisco a Bayview-Hunters Point fu chiusa e restituita alla città mentre il Presidio fu consegnato al National Park Service e da allora convertito in parco nazionale.
Nel 1996, la città ha eletto il suo primo sindaco afroamericano, ex presidente dell'assemblea di stato della California, Willie Brown. Durante il mandato di Brown, il budget di San Francisco è aumentato a 5,2 miliardi di dollari e la città ha aggiunto quattromila nuovi lavoratori, il suo mandato ha visto lo sviluppo e la costruzione del nuovo quartiere di Mission Bay e uno stadio di baseball per i San Francisco Giants, AT&T Park, finanziato al 100% da privati. Nel 1997, il Pinecrest Diner, un popolare ristorante H24 di San Francisco, divenne famoso per un omicidio. Durante il boom delle dot-com alla fine degli anni novanta, un gran numero di imprenditori e professionisti dei software per computer si trasferirono in città, seguiti da professionisti del marketing e delle vendite, essi cambiarono il panorama sociale una volta che i quartieri più poveri divennero di maggiore interesse.

### XXI secolo
Nel 2001, i mercati sono falliti, il boom si è concluso e molti hanno lasciato San Francisco, South of Market, dove si trovavano molte società di dot-com, era stato sempre pieno di gente e con poche offerte di lavoro, ma nel 2002 era un deserto di uffici vuoti e cartelli in affitto. Del boom è stato incolpata la "popolazione a contrazione più rapida" della città, riducendo la popolazione della città di 30.000 in pochi anni.
Nel 2003, l'economia della città si riprese dall'incidente grazie a una ripresa del settore turistico internazionale e al boom del Web 2.0 che ha visto la creazione di molte nuove società Internet e software in città, attirando colletti bianchi, neolaureati e giovani adulti provenienti da tutto il mondo. La domanda residenziale e gli affitti sono aumentati di nuovo, e di conseguenza i funzionari della città hanno rilasciato restrizioni di altezza e codici di zonizzazione per costruire condomini residenziali.
I primi anni 2000 e gli anni 2010 hanno visto la riqualificazione del quartiere di Mission Bay, originariamente un distretto industriale, ha subito uno sviluppo alimentato dalla costruzione dell'Università della California, del campus Mission Bay di San Francisco e del suo Centro medico UCSF, ed è attualmente un quartiere emergente, in fase di sviluppo. Esso si è rapidamente evoluto in un ricco quartiere di condomini di lusso, ospedali e centri di ricerca e sviluppo nel campo delle biotecnologie. È anche il sito del Chase Center, l'arena dei Golden State Warriors e il nuovo quartier generale di Uber.
Il 2010 ha visto i San Francisco Giants vincere il loro primo titolo di World Series da quando si sono trasferiti da New York nel 1958, il 2012 ha visto i Giants vincere il loro secondo titolo a San Francisco e il 2014 hanno vinto il terzo. Nel 2011, il direttore della città Edwin Lee è stato eletto sindaco, il primo cinese americano tra le principali città americane. Il sindaco Lee è stato un forte sostenitore dei diritti dei cittadini, ma anche un sindaco favorevole alle imprese della fiorente comunità tecnologica della città. Nel 2013, San Francisco, grazie al boom del Web 2.0, si era completamente ripresa dalla recessione degli anni 2000 e sta attualmente vivendo un boom immobiliare e demografico. L'industria dei computer infatti si sta spostando a nord dalla Silicon Valley. Nell'aprile 2016, la città ha approvato una legge che impone a tutti i nuovi edifici al di sotto di 10 piani di avere pannelli solari sul tetto, rendendola la prima grande città degli Stati Uniti a farlo.

## Monumenti e luoghi d'interesse

### Quartieri

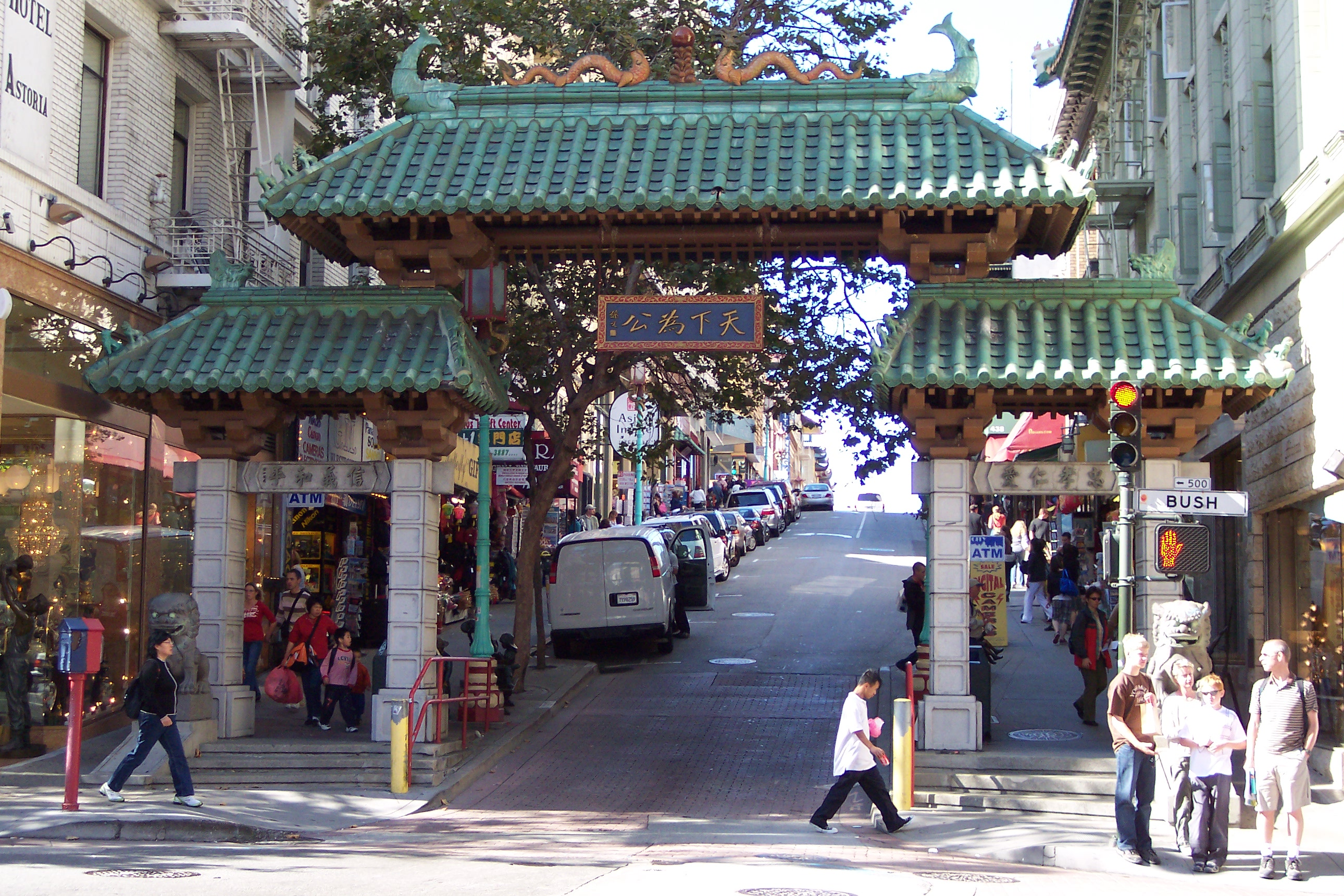
Porta d'accesso alla Chinatown

#### Chinatown
La Chinatown di San Francisco è il più antico e uno dei più grandi tra i quartieri cinesi americani. Fu costruita dal 1840 e si caratterizza per la notevole presenza di palazzi e monumenti costruiti secondo l'architettura cinese. Uno dei suoi simboli è la porta d'accesso (chiamata porta del drago) situata in Grant Avenue, anch'essa in stile cinese, composta da tre arcate e da due leoni collocati sui marciapiedi.

#### Haight-Ashbury

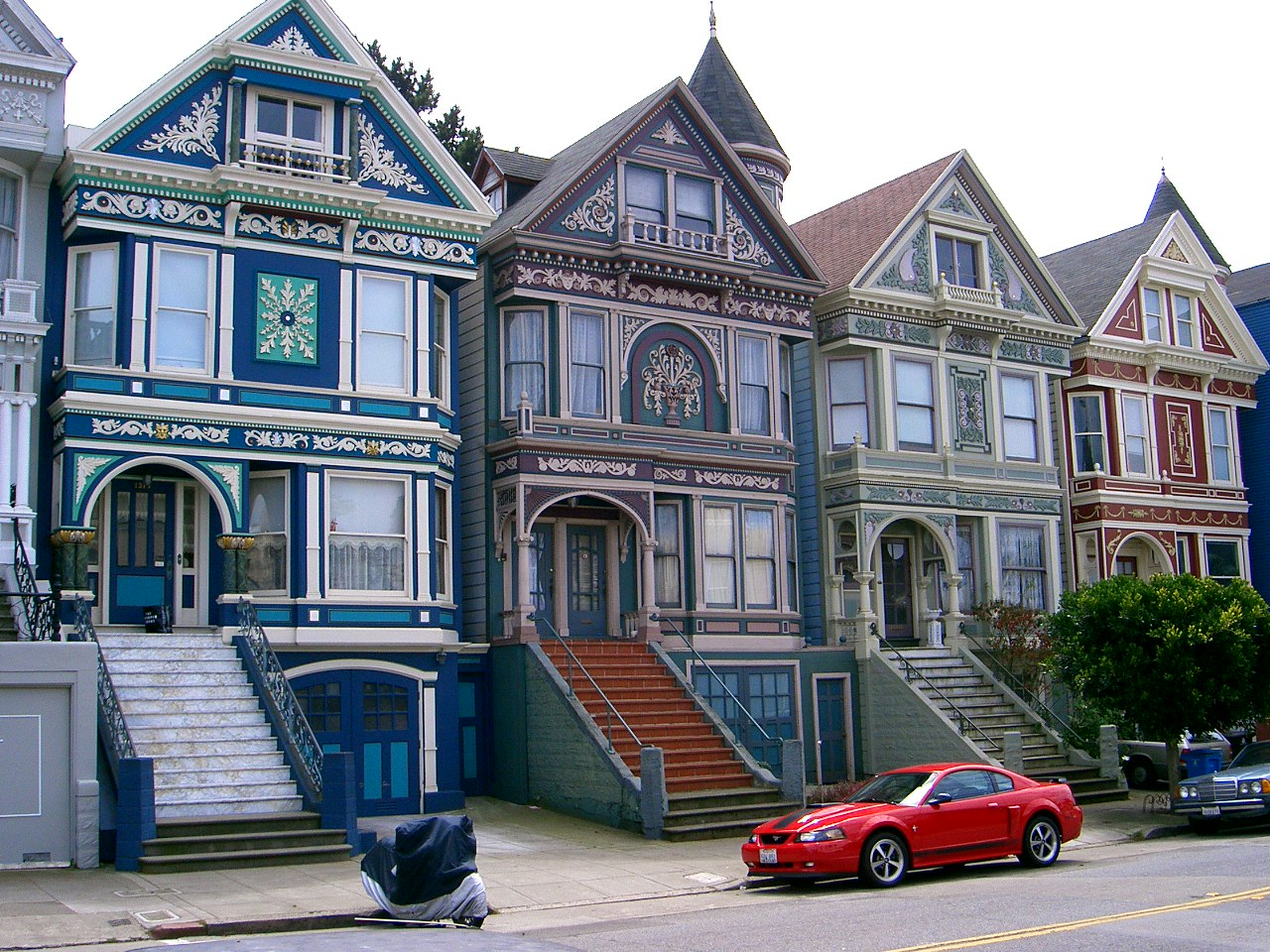
Case in stile vittoriano ad Haight-Ashbury

Il nome ha origine dall'intersezione tra Haight Street ed Ashbury Street. Questo quartiere è stato il centro del movimento hippie negli anni sessanta, che successe al beatnik, movimento sorto nel quartiere di North Beach alcuni anni prima della famosa Summer of Love del 1967. La cultura hippie, tuttavia, è ancora presente, testimoniata dalle numerose luci psichedeliche che di sera illuminano le strade.

#### Castro

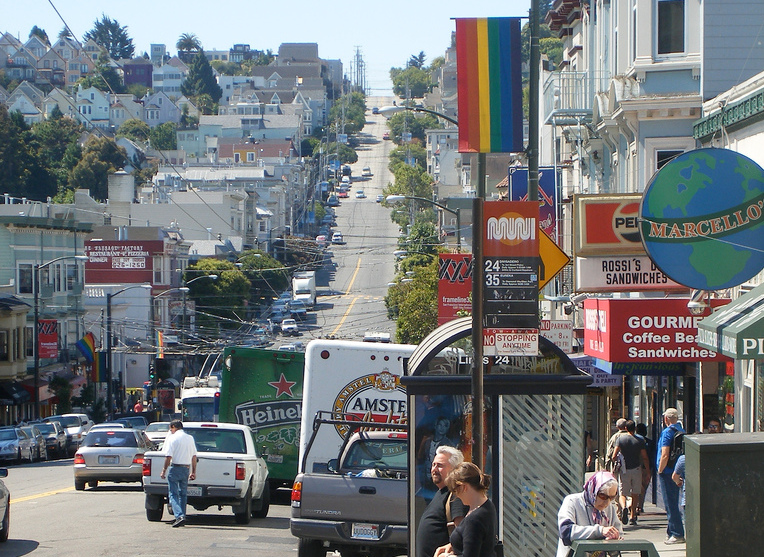
Vista di Castro Street

Al centro di Castro Street, sorge il Castro Theatre, un esempio di architettura coloniale spagnola, costruito nel 1922 ed oggi monumento nazionale. Ospita rassegne di teatro e festival di cinema, in particolare legati alla cultura LGBT.

#### North Beach

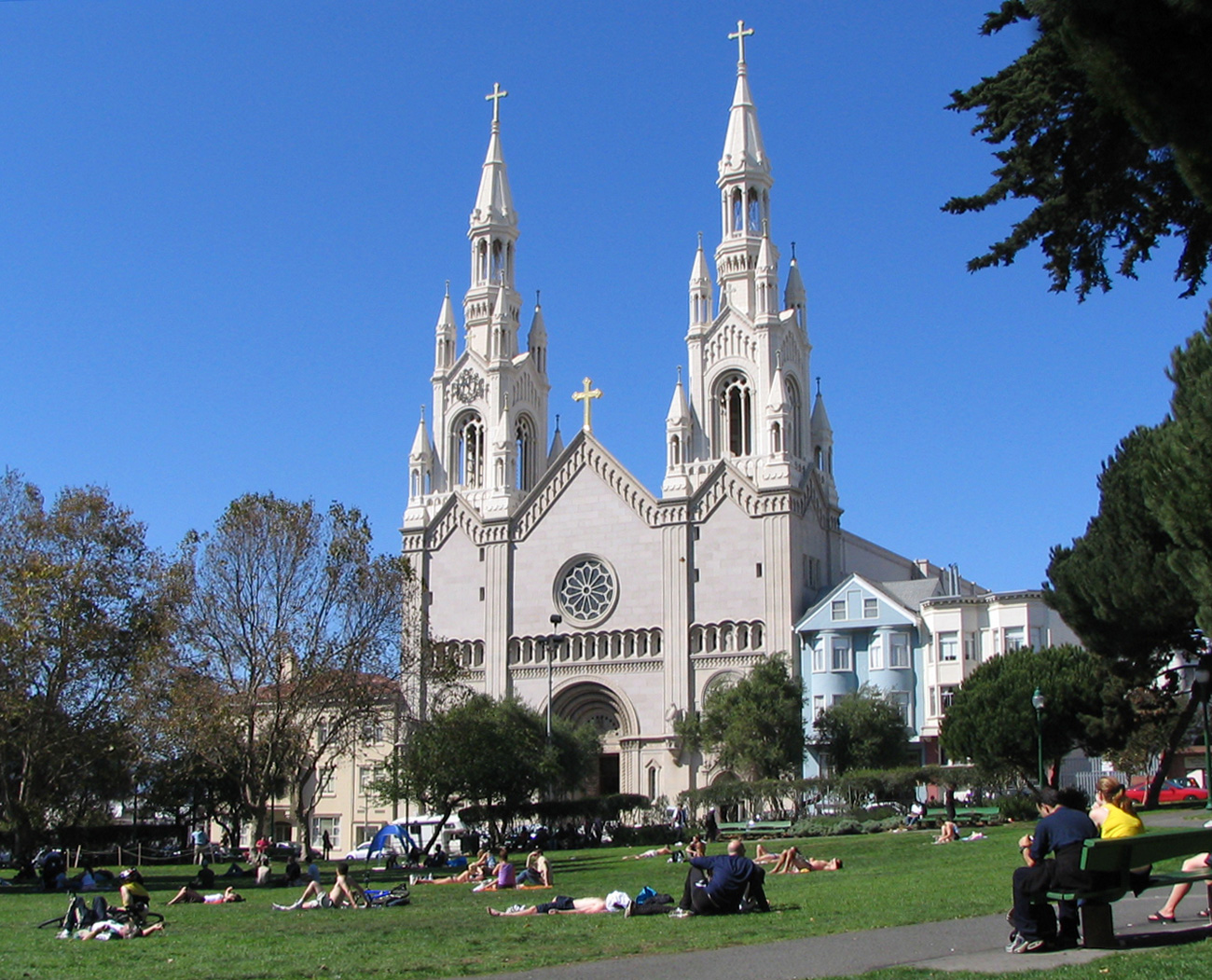
Veduta della cattedrale di San Pietro e Paolo

North Beach è la Little Italy di San Francisco, in cui si respira un'atmosfera Jazz e Blues passeggiando tra i locali notturni. Centro propulsore delle idee, del pensiero, e della letteratura Beat, è da considerarsi la popolare libreria City Lights (City Lights Bookstore), fondata dal poeta Lawrence Ferlinghetti negli anni cinquanta. Accanto al Bookstore, oltrepassato il Jack Kerouac Alley, il Cafè Vesuvio rappresenta un altro animato punto di riferimento dell'epoca Beat.
Dal punto di vista del culto religioso, la chiesa dei Santi Pietro e Paolo, in Washington Square, rappresenta il luogo di congregazione della comunità italiana. Un altro simbolo di North Beach è la Coit Tower.

#### Fisherman's Wharf

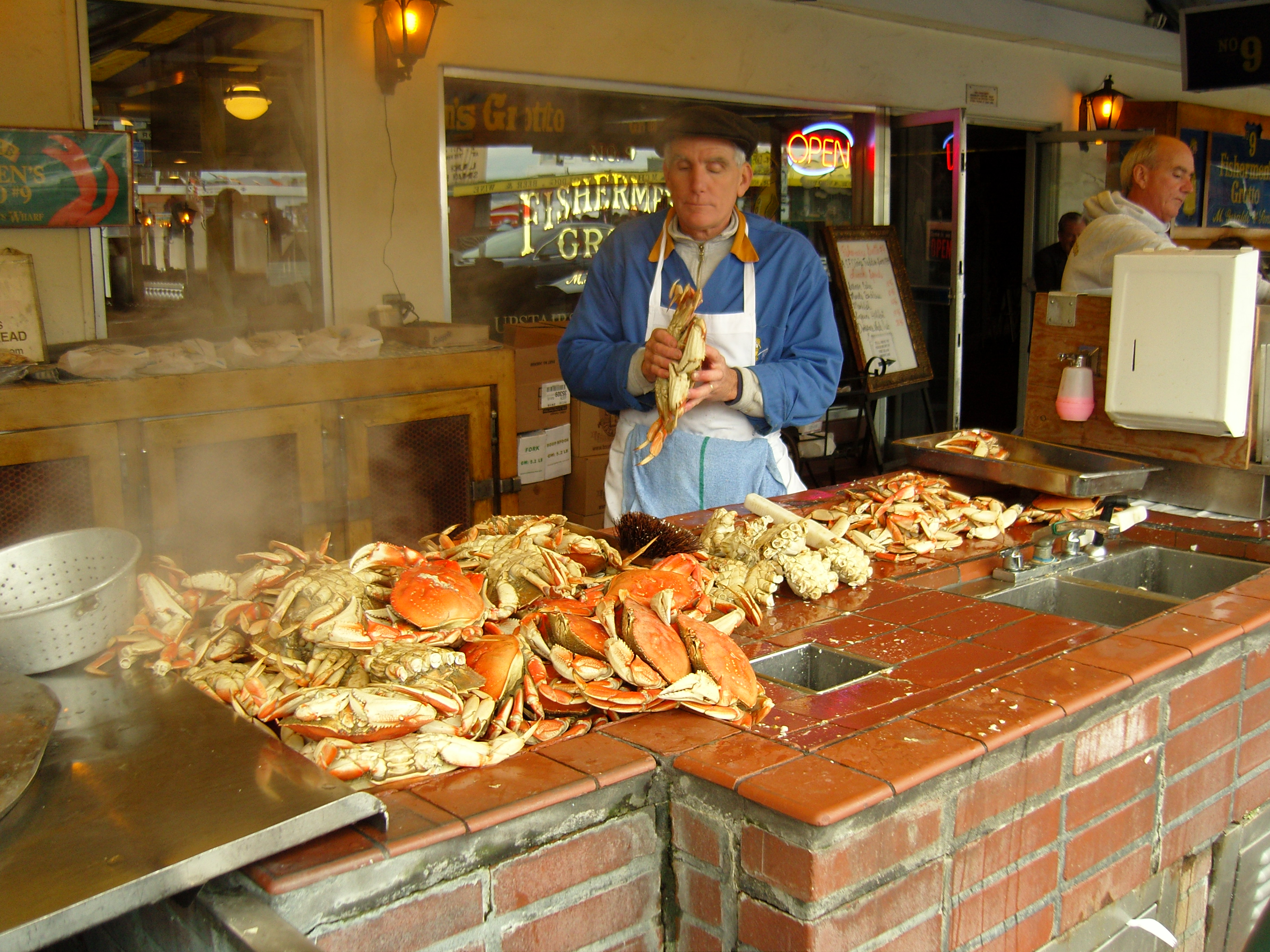
Granchio di Dungeness venduto in una pescheria del quartiere

Situato nella zona nord della città, Fisherman's Square è un'altra popolare attrazione turistica: al suo interno vi sono vari musei e i centri commerciali Ghirardelli Square, antica sede della fabbrica fondata da Domenico Ghirardelli, e Pier 39. Inoltre non è raro incontrare per le strade chioschi che vendono frutti di mare, tra cui le vongole e il granchio di Dungeness. Dalla costa si possono prendere alcuni traghetti che conducono ad Alcatraz.

#### Mission District

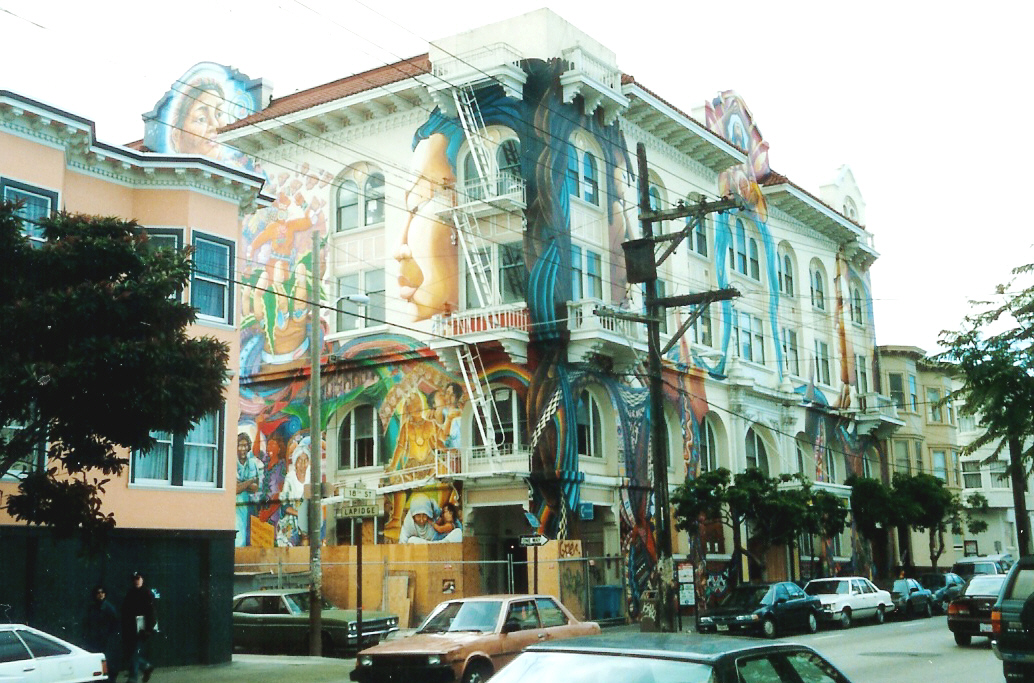
Un palazzo nel quartiere di Mission District

Mission District è il quartiere più antico di San Francisco. Deve il suo nome alla prima missione spagnola del 1791 (Mission Dolores). La popolazione è molto variegata sotto il profilo economico ed etnico: la metà di essa è latina, un terzo è bianca e l'11% è asiatica. Inoltre il tasso di criminalità è più alto rispetto al resto della città e vi è anche una forte speculazione sul prezzo degli appartamenti.

#### Financial District

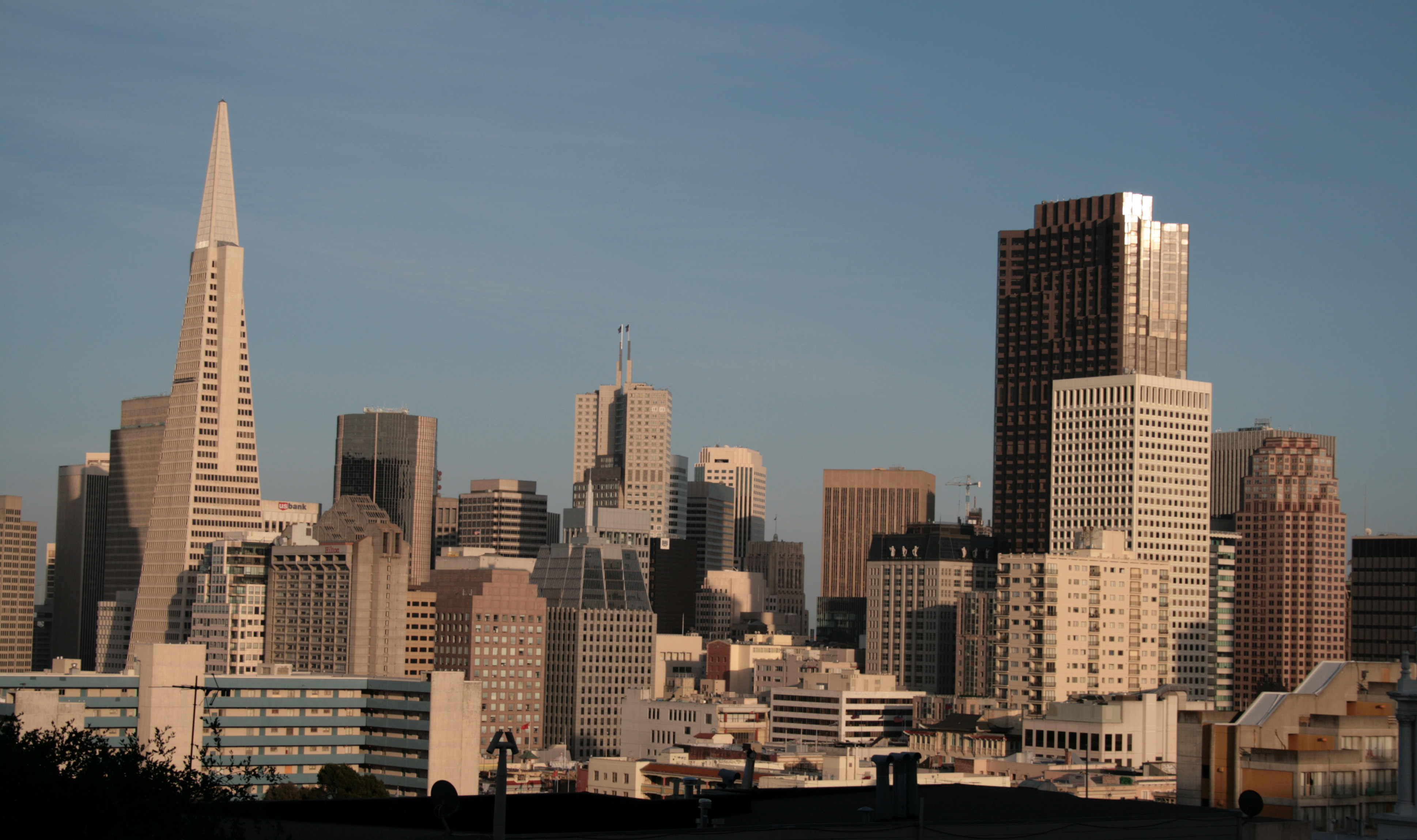
Vista del Financial District

È Il quartiere dove avvengono i più grandi scambi economici e finanziari di San Francisco e di quasi l'intera baia. La zona è ben riconoscibile anche da lontano perché è caratterizzata da un gruppo di grattacieli (il più caratteristico dei quali è la Transamerica Pyramid, alta 260 metri, fino a poco tempo fa anche l'edificio più alto della città), ed è confinante con la Chinatown e North Beach. Un tempo considerato il più importante centro finanziario della costa ovest degli Stati Uniti, dopo il terremoto del 1906 ha ceduto il primato a Los Angeles. Il Financial District, però, rimane la sede di importanti società e banche, come la Banca d'America e la Wells Fargo, importante gruppo finanziario americano.

### Strade, piazze e ponti

#### Golden Gate Bridge

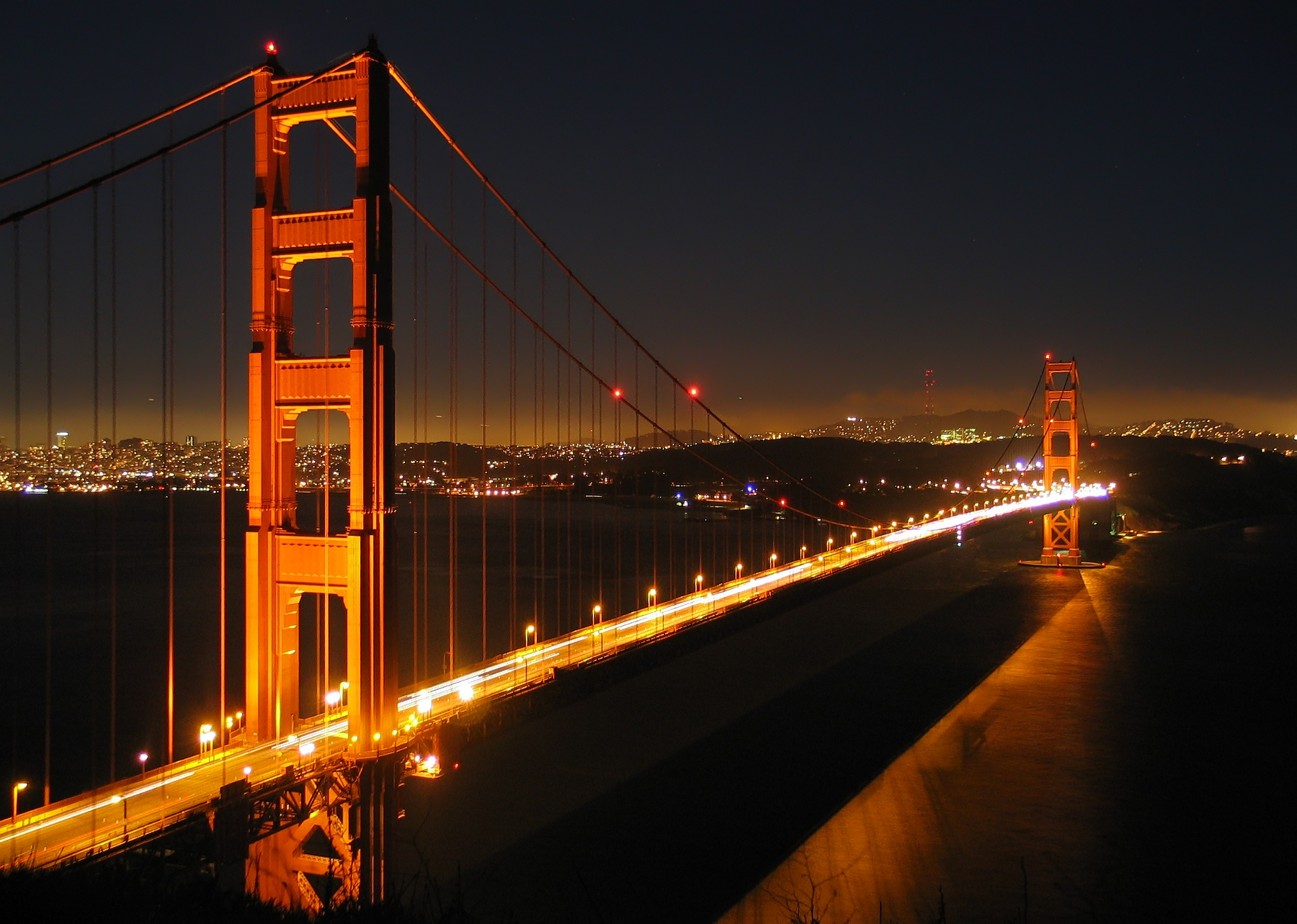
Il Golden Gate Bridge visto di notte

Il Golden Gate Bridge è da anni il simbolo della città di San Francisco: si tratta di un ponte sospeso che sovrasta il Golden Gate, lo stretto che collega l'Oceano Pacifico con la baia di San Francisco. Collega San Francisco, sulla punta settentrionale dell'omonima penisola, con la parte meridionale della Marin County.
Ultimato nel 1937, il tratto occupato dal ponte, includendo anche il tratto per salire e scendere dal ponte, è lungo 2,71 km; la distanza tra le torri (campata principale) è 1282 m e lo spazio disponibile sotto il ponte è di 67 m con condizioni medie di alta marea. L'altezza delle due torri è 225 m sopra il livello dell'acqua. Il diametro dei cavi della sospensione principale è 91,34 cm.
Ha una tonalità arancione, chiamata arancione internazionale, scelta anche perché lo rende più visibile nella nebbia.

#### Bay Bridge

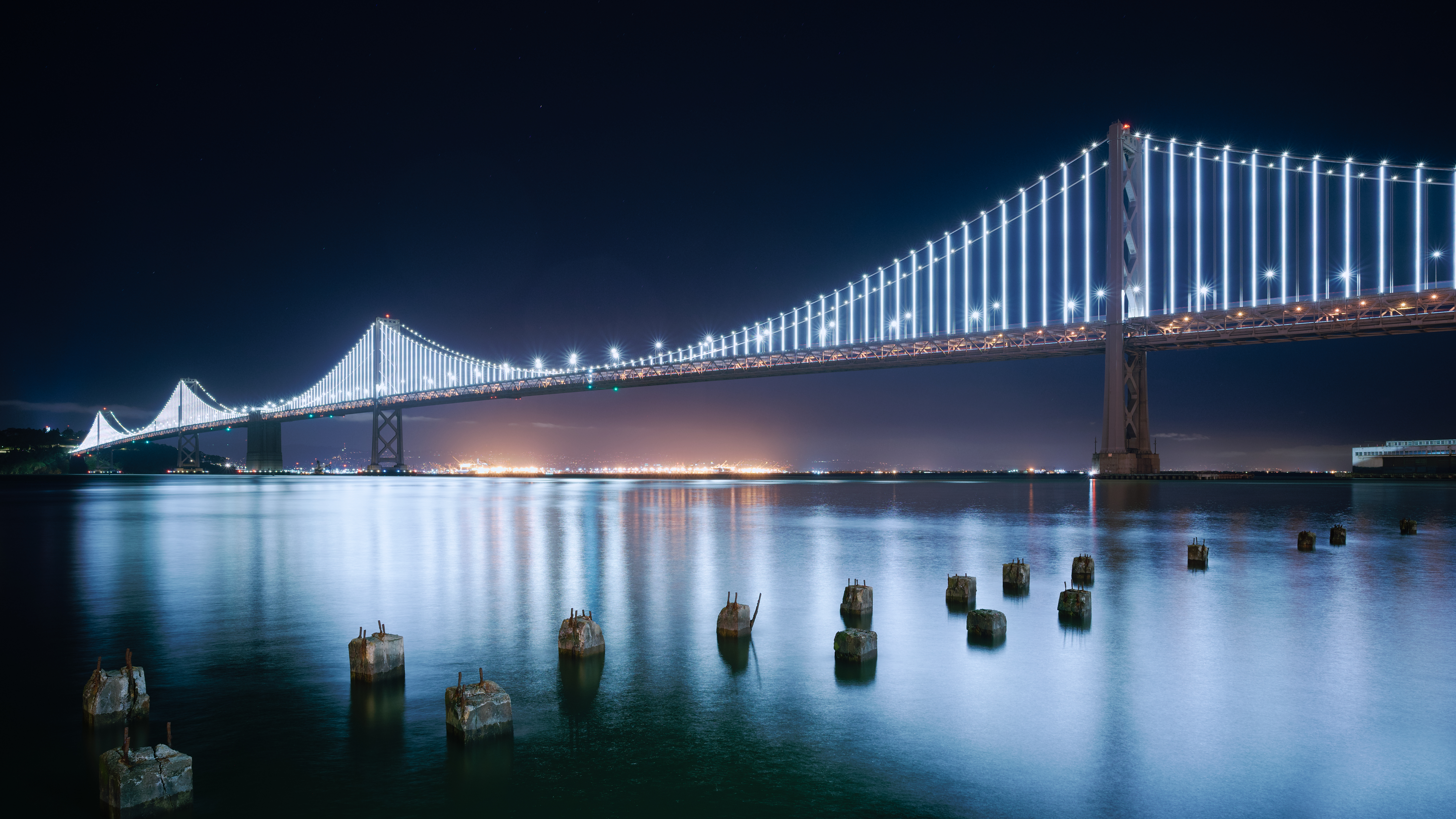
Vista del Bay Bridge

Il San Francisco-Oakland Bay Bridge è un ponte sospeso della Interstate 80 freeway che attraversa la baia di San Francisco, collegando la città di San Francisco con la città di Oakland e le contee di Contra Costa e Alameda, sulla sponda orientale della baia. Il ponte ha uno sviluppo di 7,18 km. Il progetto originale fu di Ralph Modjeski. Il ponte fu completato nel 1936 ed aperto al pubblico sei mesi prima del Golden Gate Bridge.

#### Union Square

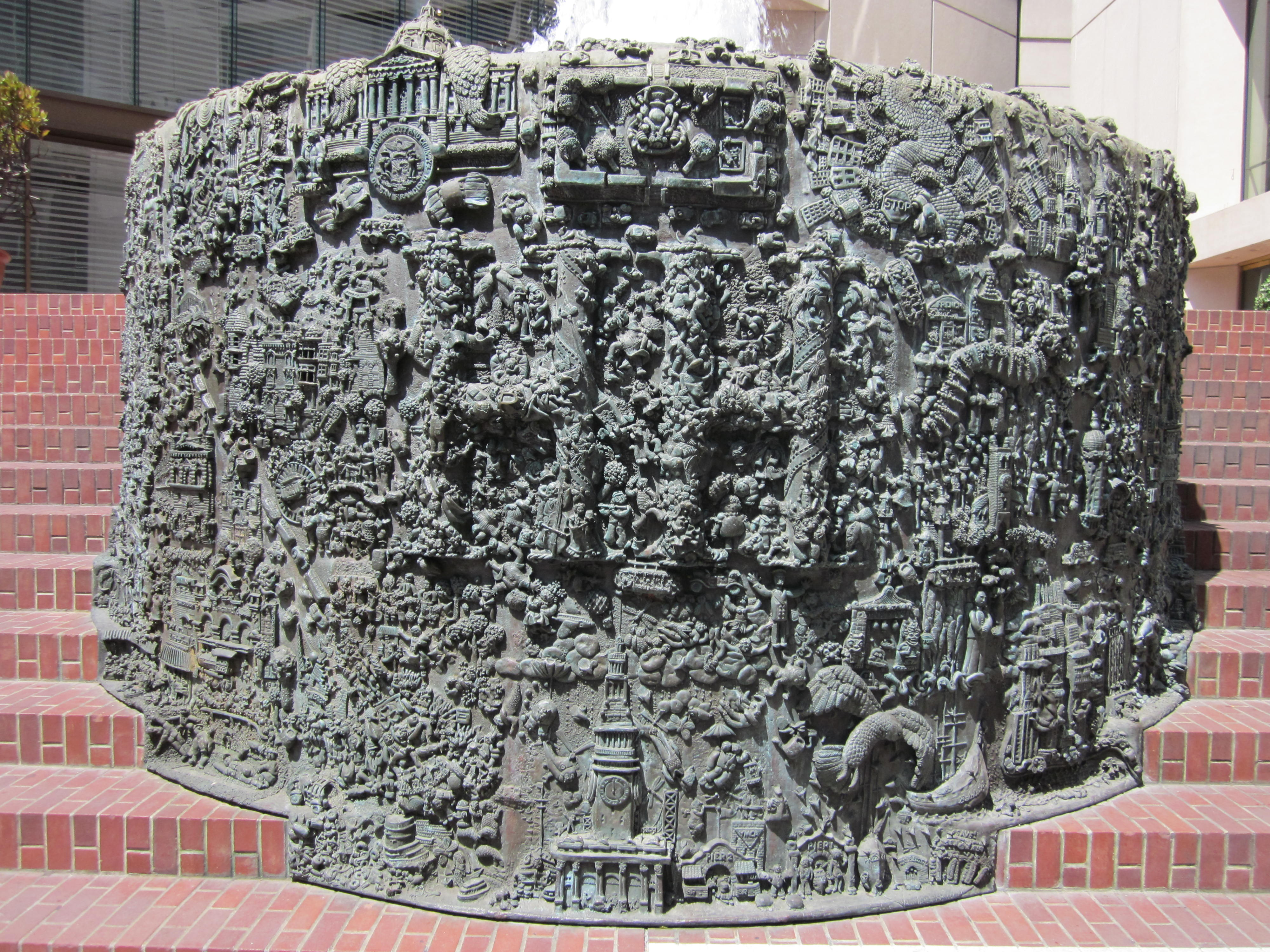
La Fontana di San Francisco è una scultura in bronzo di Ruth Asawa

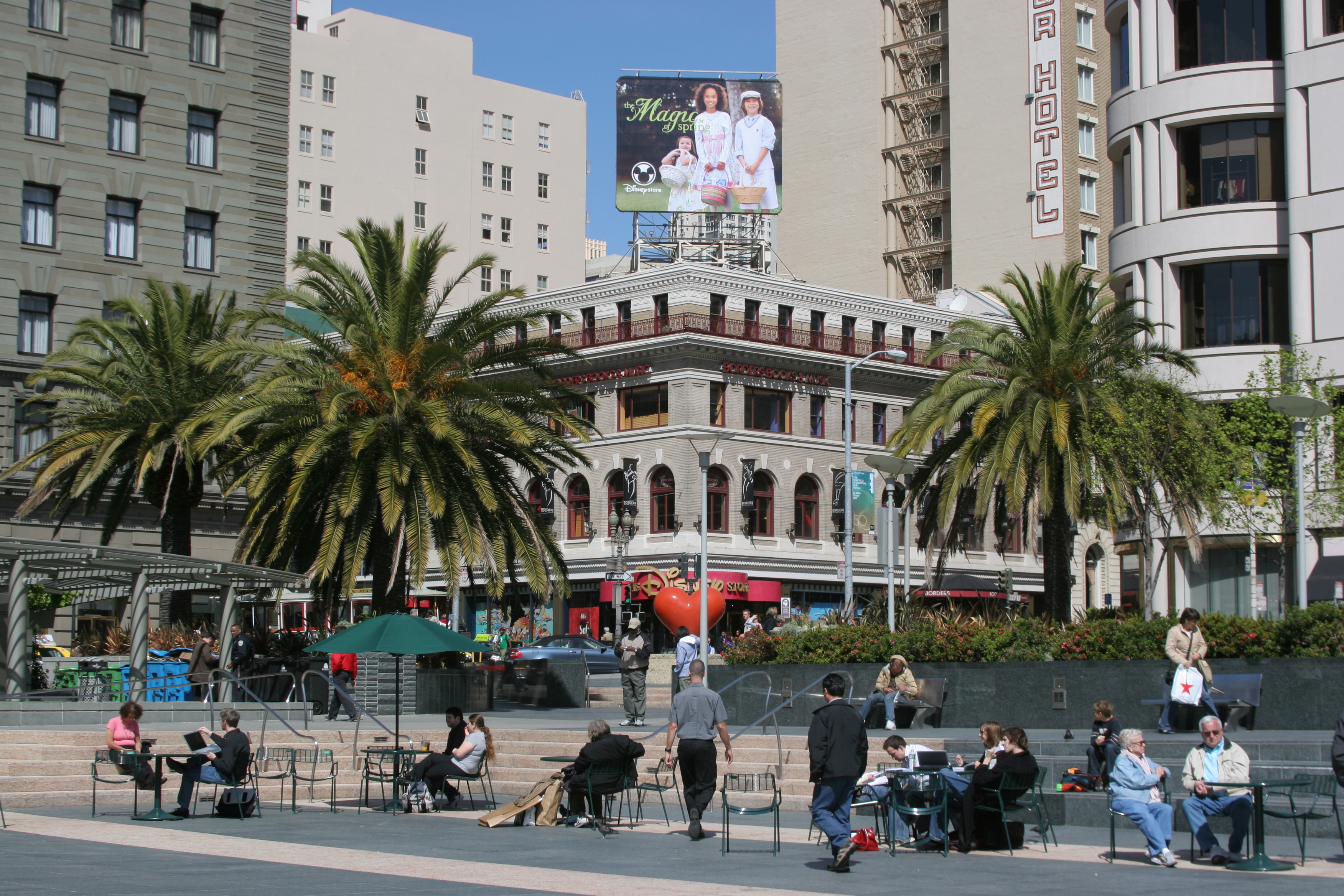
Union Square

Union Square è la piazza centrale di San Francisco, collocata nei pressi di Market Street. È conosciuta come il luogo dello shopping, degli hotel più facoltosi e di teatri prestigiosi. Il nome “Union Square” prende origine dalle numerose manifestazioni di supporto nei confronti dell'esercito nordista, che ebbero luogo al centro della piazza durante la guerra di secessione americana. Oggigiorno, essa rappresenta uno dei più grandi quartieri commerciali della California, per la quantità di negozi, boutique eleganti e saloni di bellezza, che rendono la piazza una delle mete più gettonate dai turisti che visitano la città.

#### Lombard Street

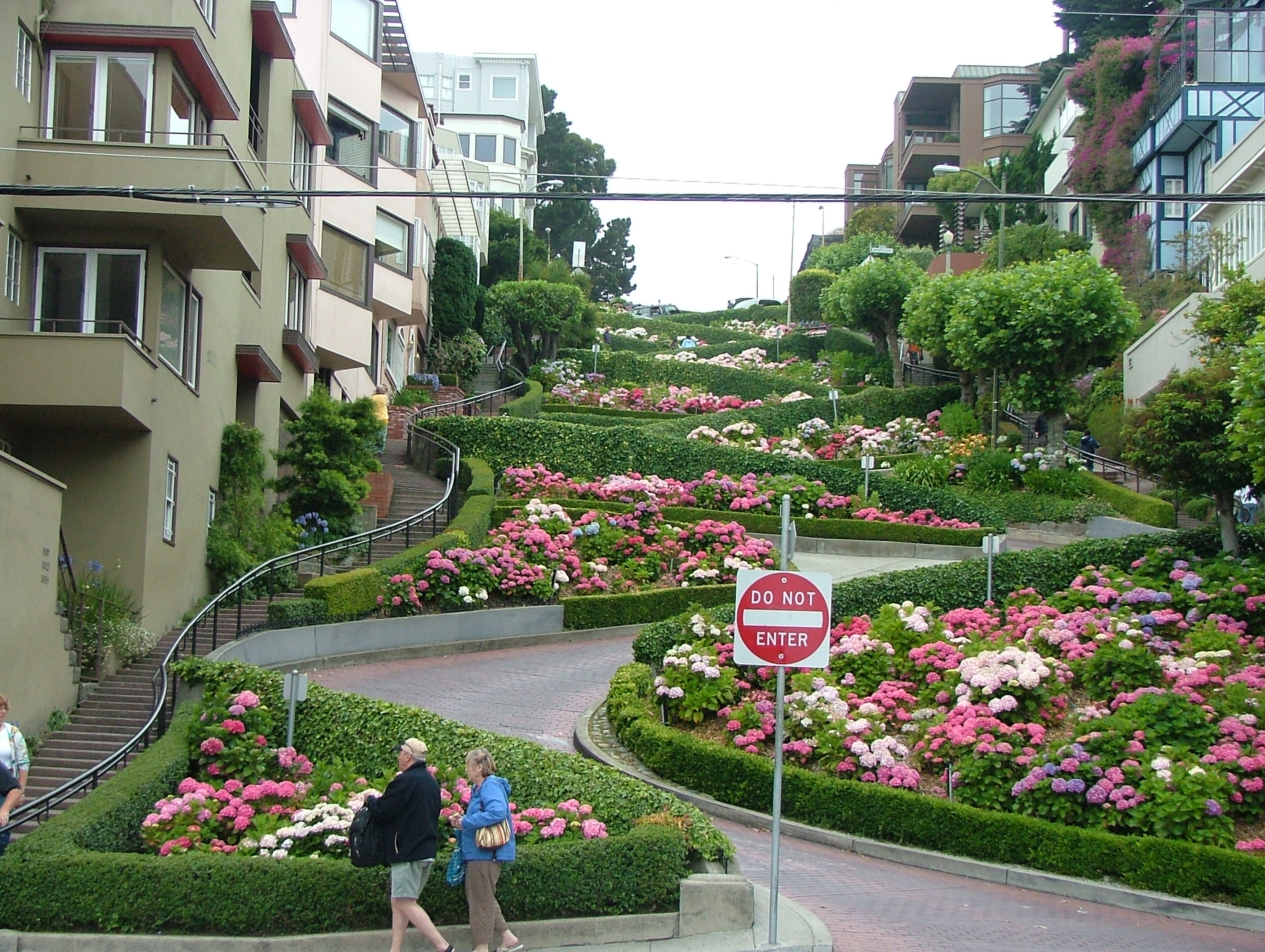
Vista di Lombard Street

Lombard Street è una strada molto conosciuta in città per via del tratto di Russian Hill, composto da otto ripidi tornanti. Questo tratto è stato istituito nel 1922, ed è nato per la necessità di ridurre la pendenza di 27° (51%) della collina; è lungo 400 m su una pavimentazione di mattoni rossi, ed è riservato solo per il transito delle vetture in discesa. Il limite di velocità consentito in questo tratto è di 8 km/h (5 mph).

#### Washington Square
Washington Square è una piazza nel quartiere di North Beach, meta di turisti e gente locale. La piazza è caratterizzata da un parco circondato da ristoranti e dalla chiesa di San Pietro e Paolo. In questo luogo sono state girate le scene di alcuni film.

#### California Street

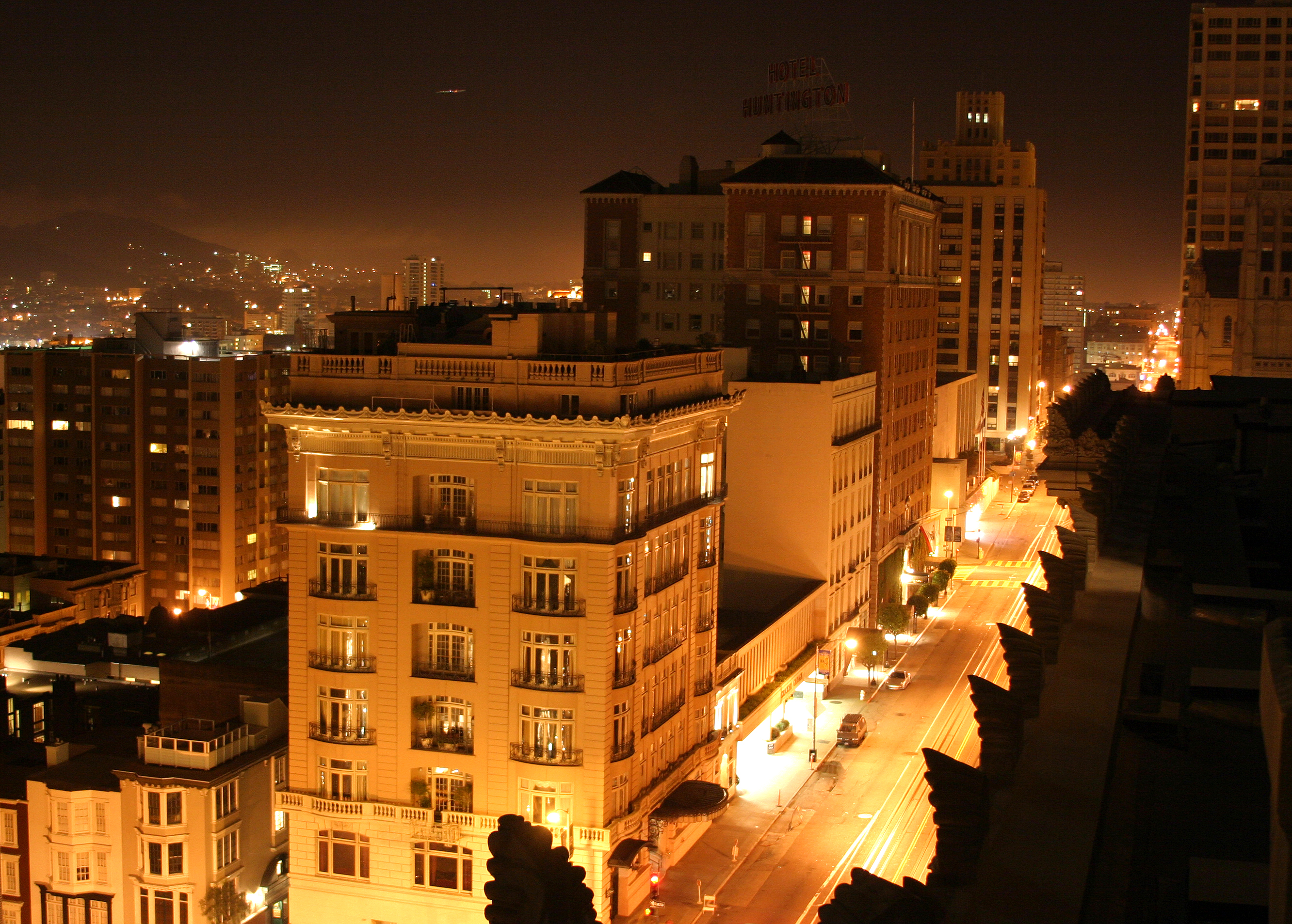
Scorcio notturno di California Street

California Street è una delle più grandi ed importanti arterie della città: è lunga 8,4 km, effettua un percorso da est ad ovest e collega il Financial District all'angolo nord-ovest della città. Questa arteria è larga dalle quattro alle sei corsie ed è affiancata, da Market a Vann Ness Street, anche da una funivia.

#### Market Street
Market Street è una delle più antiche ed importanti vie di San Francisco. È lunga circa 5 km. Attualmente è una delle zone che più di altre riescono a produrre lavoro e grandi centri di commercio della città di San Francisco. Ospita anche molte linee tranviarie e del filobus.

#### Ghirardelli Square

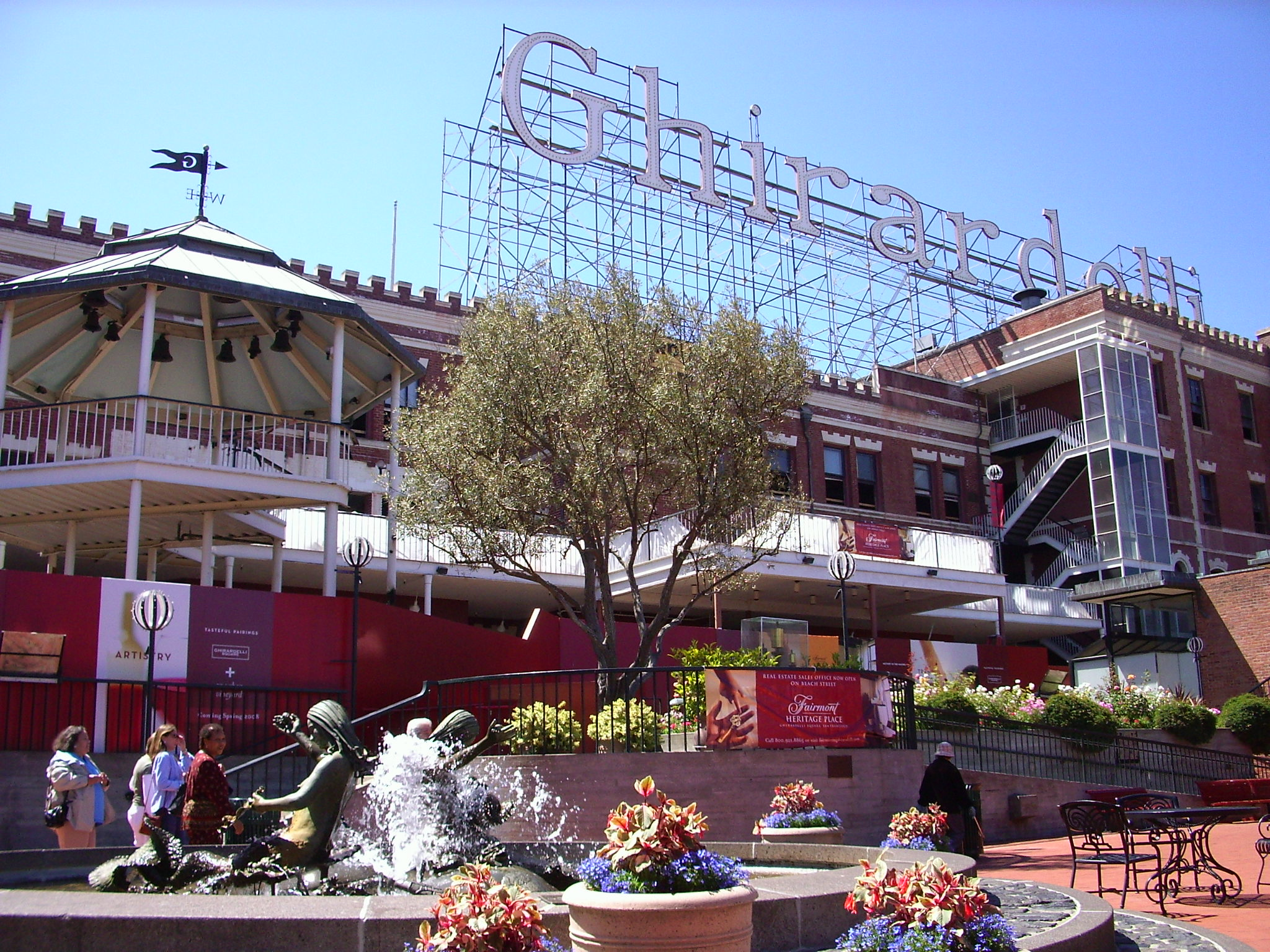
Ghirardelli Square

Ghirardelli Square è una storica piazza con negozi, ristoranti e un hotel a 5 stelle nella zona Fisherman's Wharf. Una parte della zona è stata inserita nel Registro nazionale dei luoghi storici nel 1982 come Pioneer Woolen Mills e D. Ghirardelli Company. La piazza una volta ospitava oltre 40 negozi e ristoranti specializzati, dei quali ne sono rimasti alcuni autentici. In origine l'isolato venne acquistato nel 1893 dall'italiano Domenico Ghirardelli per la Ghirardelli Chocolate Company, ma nei primi anni sessanta la ditta si spostò a San Leandro. A quel punto l'isolato fu comprato da William M.Roth, che ne fece l'attuale piazza di negozi e ristoranti.

### Grattacieli

#### Transamerica Pyramid

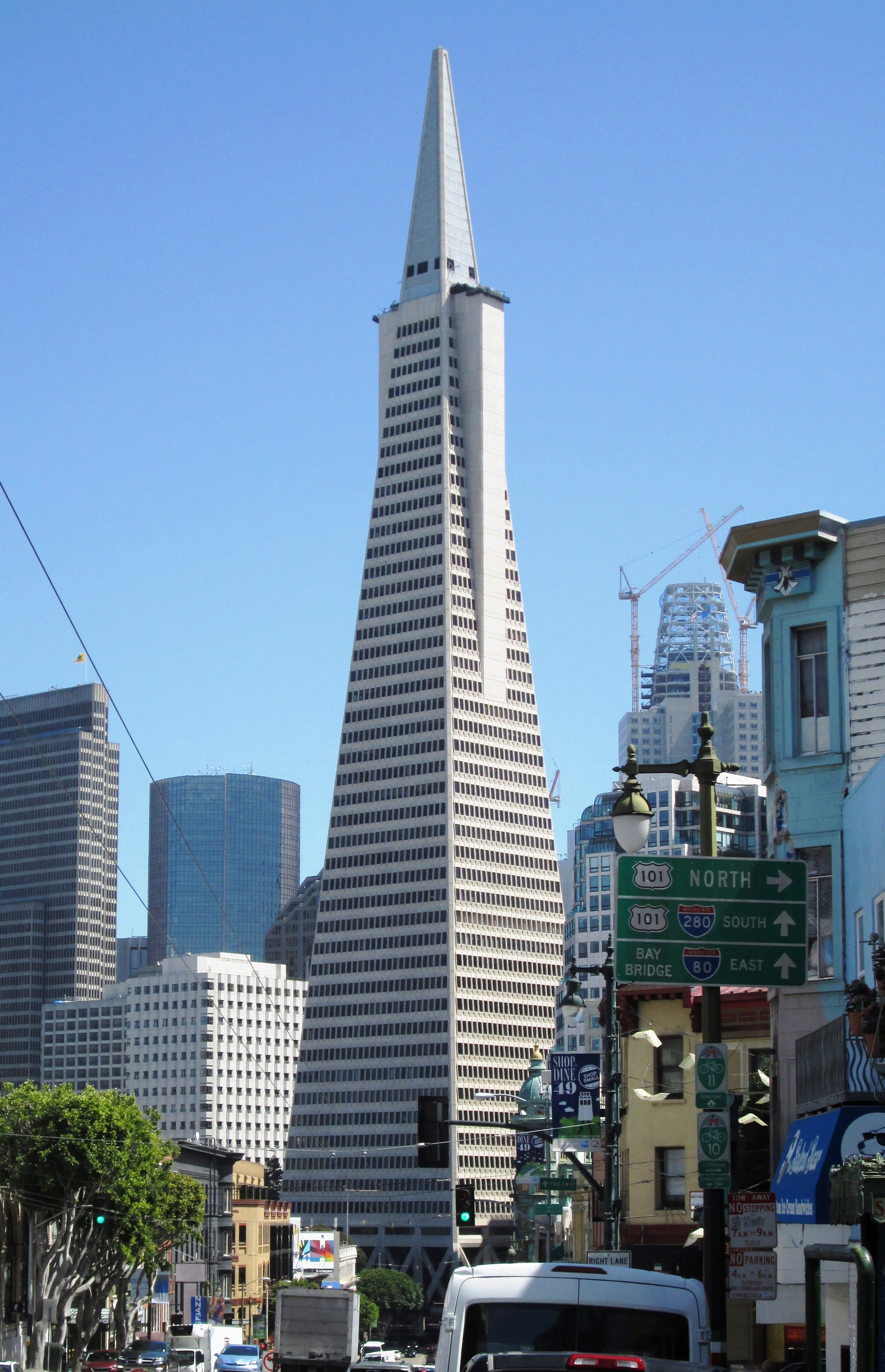
Il Transamerica Pyramid

Il Transamerica Pyramid è il secondo più alto grattacielo di San Francisco (260 m) ed è stato il più alto della città per 45 anni, prima di essere superato dalla Torre Salesforce nel 2017. È situato nel quartiere finanziario ed è stato costruito nel 1972 su progetto di William Pereira. Si riconosce facilmente per la sua forma a piramide con base quadrata; si sviluppa su 48 piani. Il costo complessivo per la realizzazione dell'opera ammonta a 32 000 000 di dollari. Il nome del palazzo deriva dall'aver inizialmente ospitato gli uffici della Transamerica Corporation, e sebbene attualmente la costruzione non sia più di proprietà della compagnia, il nome originario è rimasto inalterato.

#### 555 California Street

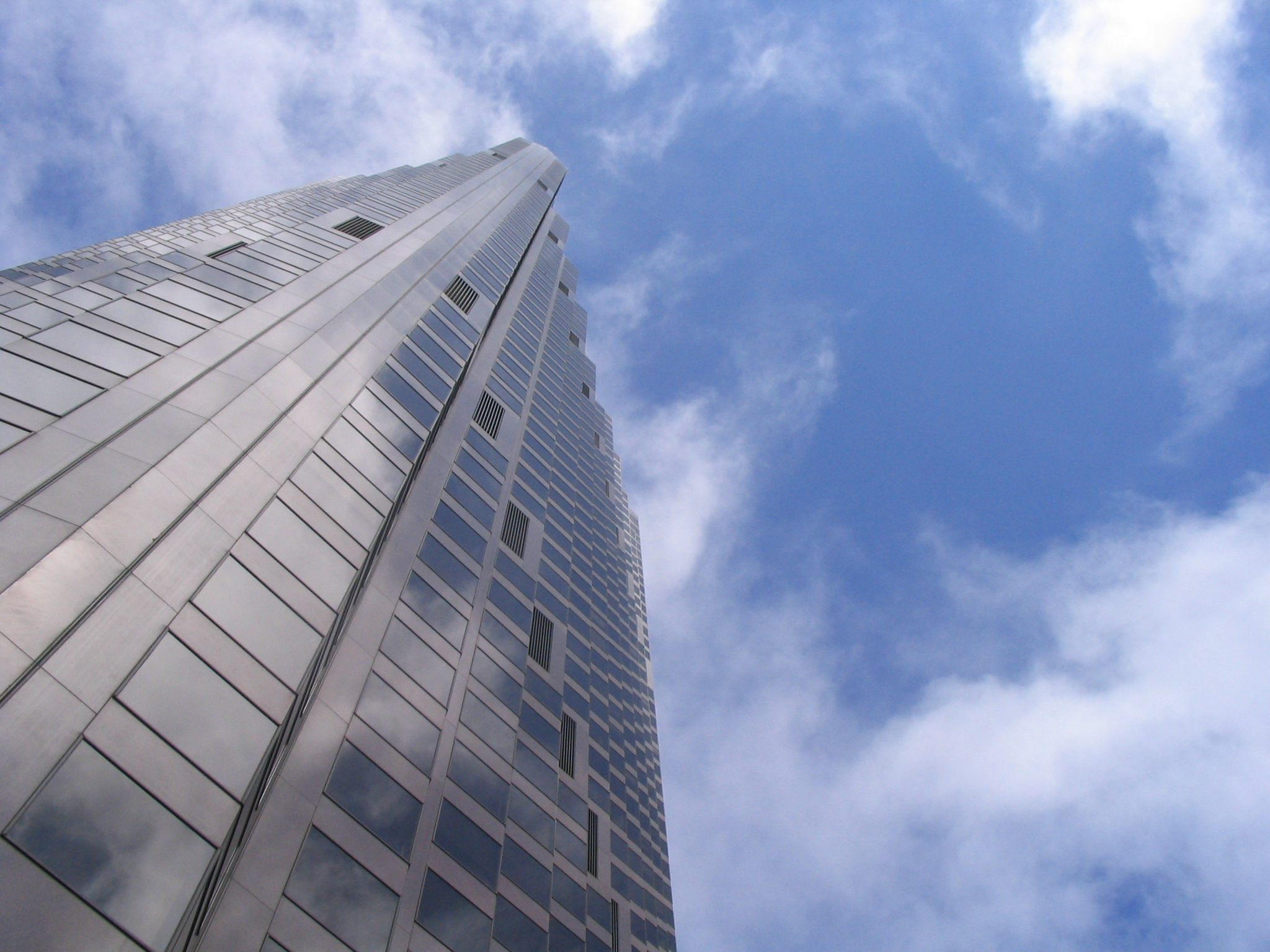
Il 555 California Street visto dalla strada

Precedentemente noto come Bank of America Center, questo è il terzo grattacielo più alto della città (237 metri) ed il punto focale del Financial District. L'edificio è stato architettato dalle imprese Wurster, Benardi and Emmons e Skidmore, Owings and Merrill, con la consultazione dell'architetto Pietro Belluschi. La struttura ingegneristica è stata realizzata dalla società HJ Brunnier Associates di San Francisco. Completato nel 1969, è stato la sede della Bank of America fino al 1998, anno di fusione con la NationsBank. L'edificio viene chiamato spesso Triple Five Cal o Triple Nickel Cal (dal suo nome) dai postini in bicicletta che consegnano lì. L'edificio è stato lo scenario, modificato con effetti speciali, del film L'inferno di cristallo, nel quale appariva con un'estetica diversa e molto più alto di quanto lo era in realtà, dal momento che nel copione era presentato come l'edificio più alto del mondo.

#### 345 California Center

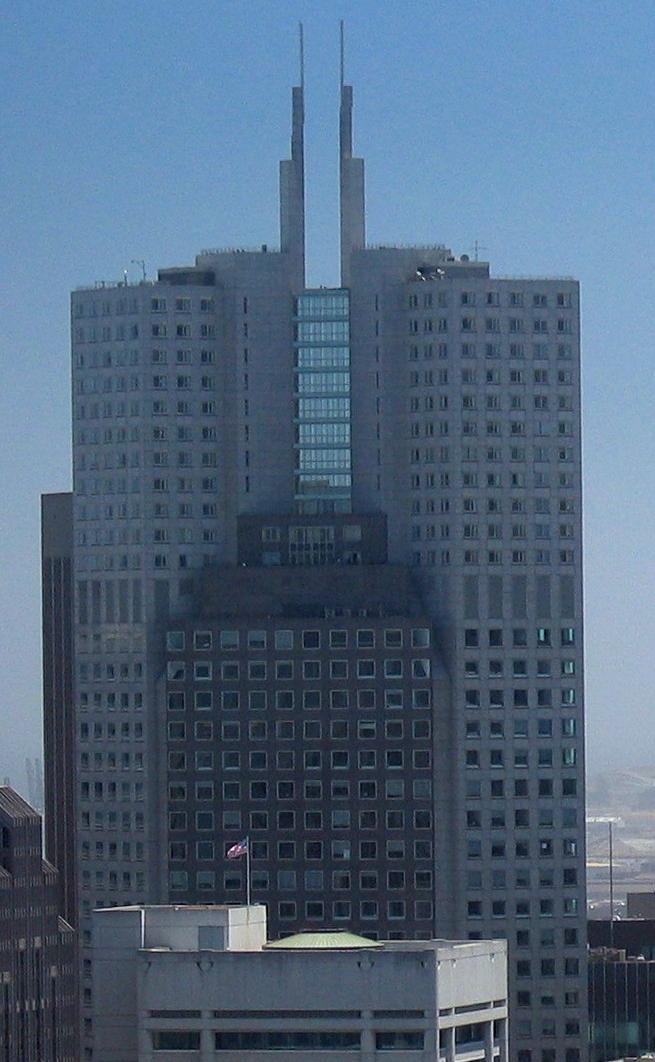
Il 345 California Center

Alto 212 metri (composto da quarantotto piani), è il quarto grattacielo più alto della città ed è situato nel cuore del quartiere finanziario. In origine è stato proposto di alzarlo di 30 metri, tuttavia questo è il grattacielo più alto costruito nel 1980 a San Francisco. Anche questo edificio è stato progettato dalla società Skidmore, Owings and Merrill. La torre si trova in mezzo a un blocco di quattro edifici storici che vanno a costituire i quattro angoli della struttura. Il Mandarin Oriental Hotel occupa la parte superiore della torre, costituita a sua volta da due torri collegate da ponti sospesi (che offrono una spettacolare vista sulla baia). In cima alla torre svettano due antenne.

#### Millennium Tower

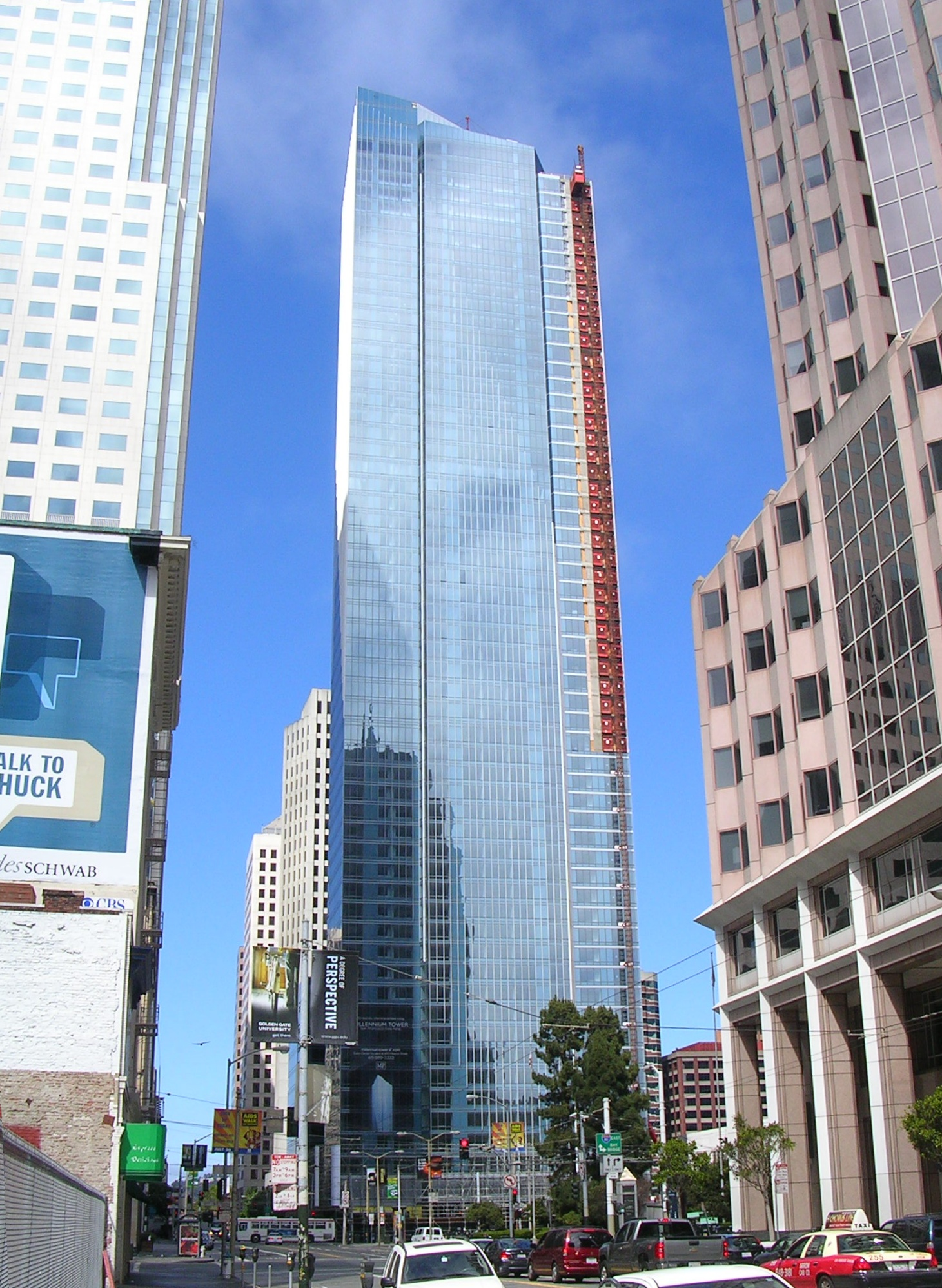
Il Millennium Tower

Il Millennium Tower è un grattacielo di vetro grigio-blu, situato a sud del Financial District. Con i suoi 197 metri è il quinto edificio più alto della città ed è costato 350 milioni di dollari. La torre ha una forma slanciata, ogni piano (60 in tutto) è grande 1300 m². Sotto il livello stradale, inoltre, ci sono 355 posti auto. Dal 23 aprile 2009 è stato aperto ai residenti.

### Parchi

#### Golden Gate Park

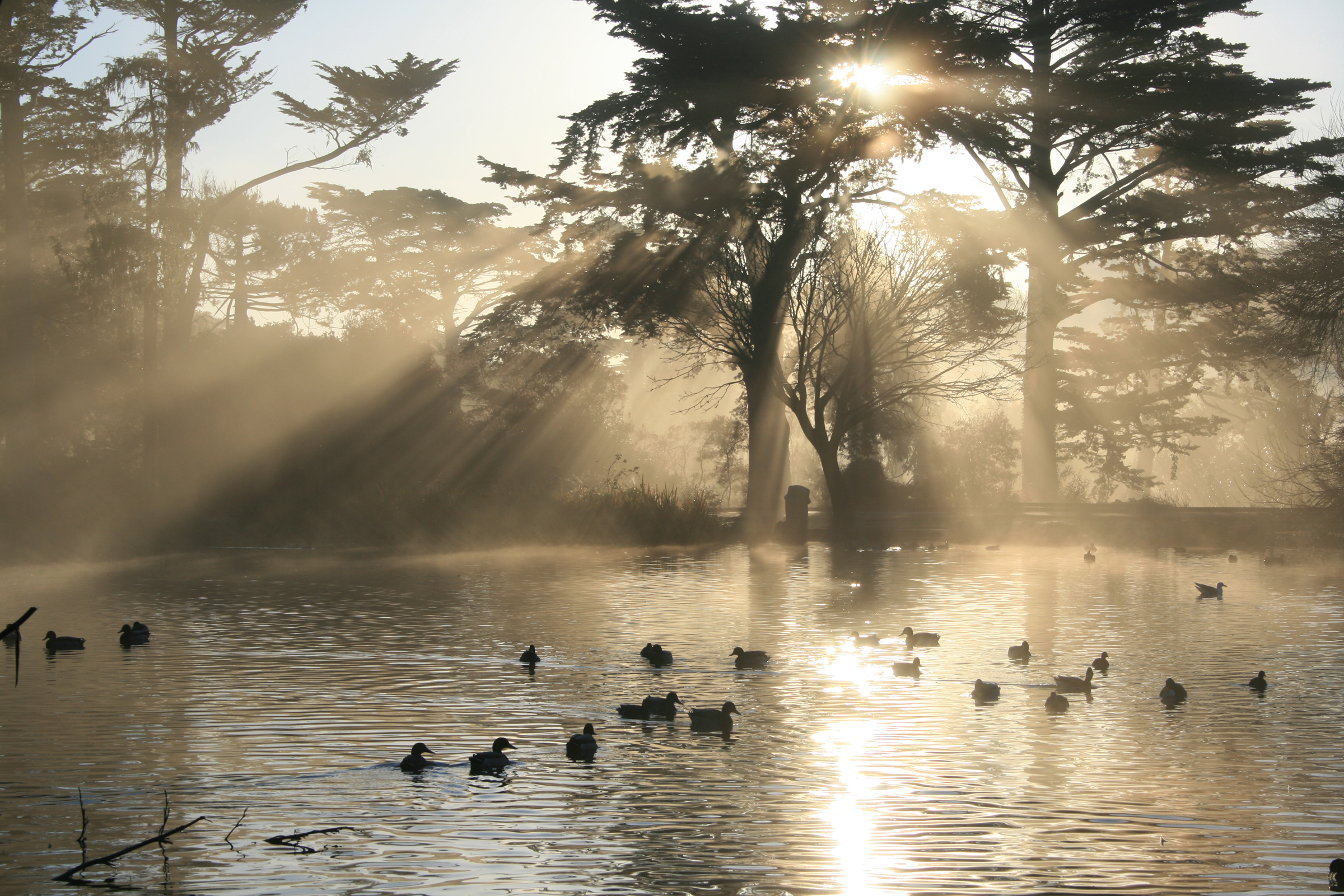
Tramonto nel Golden Gate Park

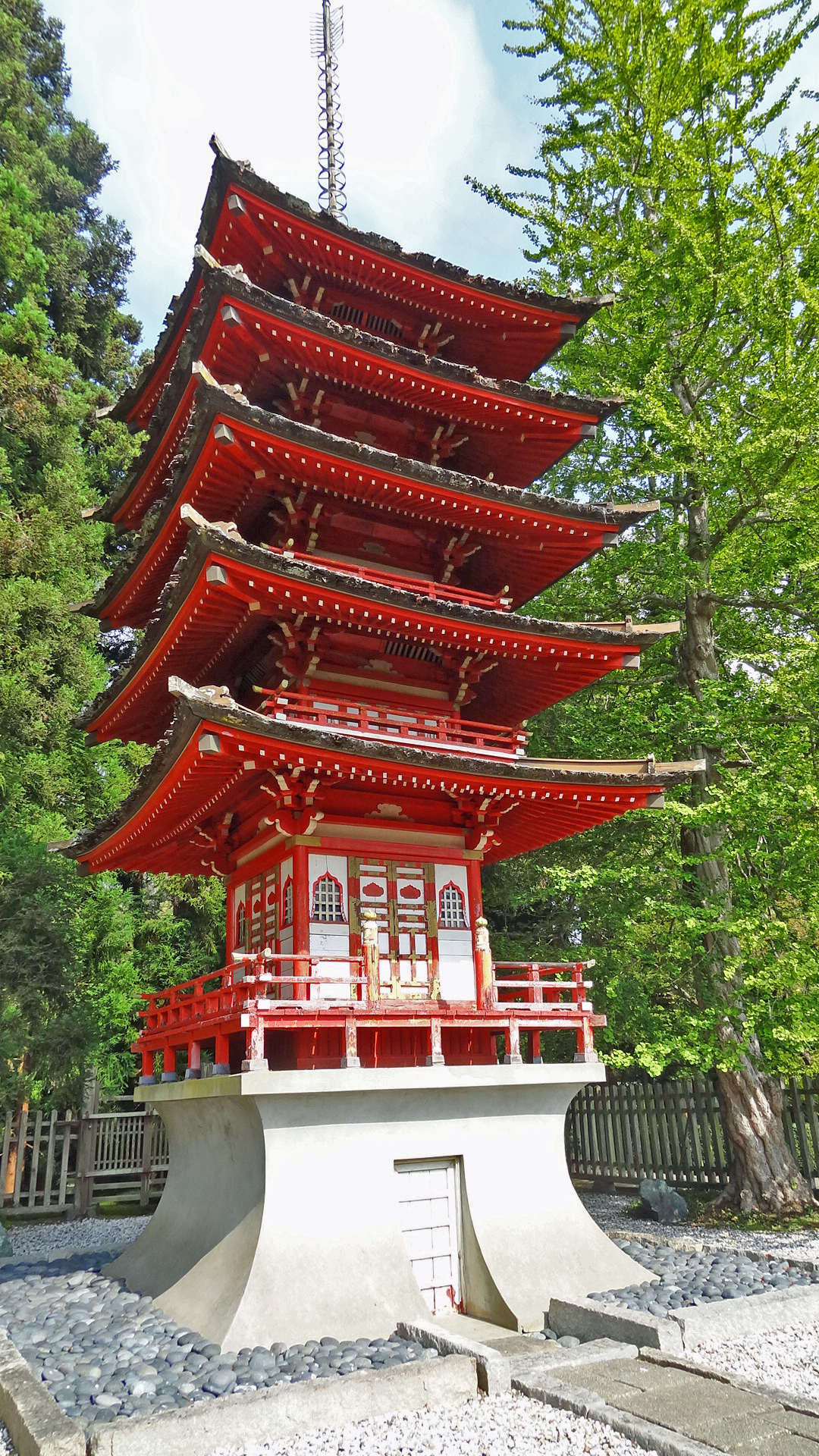
Pagoda al Japanese Tea Garden

Il Golden Gate Park è il più grande parco di San Francisco: si estende su un rettangolo di 4,1 km² (è leggermente più grande anche del Central Park di New York), ed è il terzo parco più visitato negli Stati Uniti. Fu aperto negli anni settanta dell'Ottocento. Conta oltre 10 km di piste ciclabili e più di un milione di alberi. Inoltre, al suo interno, vi sono vari musei, il Conservatorio dei fiori, una zona recintata in cui è custodita una mandria di bisonti, uno stadio, due laghi artificiali e un giardino nel caratteristico stile giapponese. Degno di nota all'interno del parco è la sede della California Academy of Sciences progettata nel 2008 dall'architetto italiano Renzo Piano. La struttura custodisce in sé tre attrazioni principali: il planetario, la ricostruzione della foresta pluviale e l'acquario Steinhart.

#### Altri parchi
- Lincoln Park
- Mission Dolores Park o Dolores Park

### Altro
- Case vittoriane
- Coit Tower
- Alcatraz
- Castro Theatre
- Pier 39
- Cliff House
- Chiesa dei Santi Pietro e Paolo
- Chiesa di Sant'Anna

## Società

### Evoluzione demografica
Abitanti censiti

La popolazione di San Francisco al 2017 conta 884 363 abitanti con un'età media di 36,5 anni.

### Etnie e minoranze straniere
| \| Profilo demografico[33][34][35] \| 2020 \| 2010 \| 2000 \| 1990 \| 1970 \| 1940 \| 1920 \| \| --------------------------------------- \| ----- \| ----- \| ----- \| ----- \| --------- \| ----- \| ----- \| \| Bianchi \| 44,9% \| 48,5% \| 49,7% \| 53,6% \| 71,4% \| 95,0% \| \| \| — Bianchi non ispanici \| 39,1% \| 41,9% \| 43,6% \| 46,6% \| 60,4%[36] \| 92,5% \| 93,5% \| \| Asiatici \| 34,3% \| 33,1% \| 30,7% \| 29,1% \| 13,3% \| 4,2% \| 2,7% \| \| — Sinoamericani \| 21,0% \| 19,8% \| 20,0% \| 18,1% \| 8,2% \| 4,2% \| 1,5% \| \| Neri o Afroamericani \| 5,1% \| 6,1% \| 7,8% \| 10,9% \| 13,4% \| 0,8% \| 0,4% \| \| Indiani americani e nativi dell'Alaska \| 0,4% \| 0,5% \| 0,4% \| 0,4% \| 0,4% \| <0,1% \| <0,1% \| \| Hawaiiani e altri oceaniani \| 0,4% \| 0,4% \| 0,5% \| 0,5% \| \| \| \| \| Altre \| \| 6,6% \| 6,5% \| 5,9% \| 1,5% \| \| \| \| Due o più \| 7,2% \| 4,7% \| 4,0% \| \| \| \| \| \| Ispanici o Latinos (di qualsiasi etnia) \| 15,6% \| 15,1% \| 14,1% \| 13,9% \| 11,6%[36] \| 2,5% \| 3,4% \|Fonte: US Census |       |       |       |       |       |       |       |
| Profilo demografico | 2020  | 2010  | 2000  | 1990  | 1970  | 1940  | 1920  |
| Bianchi | 44,9% | 48,5% | 49,7% | 53,6% | 71,4% | 95,0% |       |
| — Bianchi non ispanici | 39,1% | 41,9% | 43,6% | 46,6% | 60,4% | 92,5% | 93,5% |
| Asiatici | 34,3% | 33,1% | 30,7% | 29,1% | 13,3% | 4,2%  | 2,7%  |
| — Sinoamericani | 21,0% | 19,8% | 20,0% | 18,1% | 8,2%  | 4,2%  | 1,5%  |
| Neri o Afroamericani | 5,1%  | 6,1%  | 7,8%  | 10,9% | 13,4% | 0,8%  | 0,4%  |
| Indiani americani e nativi dell'Alaska | 0,4%  | 0,5%  | 0,4%  | 0,4%  | 0,4%  | <0,1% | <0,1% |
| Hawaiiani e altri oceaniani | 0,4%  | 0,4%  | 0,5%  | 0,5%  |       |       |       |
| Altre |       | 6,6%  | 6,5%  | 5,9%  | 1,5%  |       |       |
| Due o più | 7,2%  | 4,7%  | 4,0%  |       |       |       |       |
| Ispanici o Latinos (di qualsiasi etnia) | 15,6% | 15,1% | 14,1% | 13,9% | 11,6% | 2,5%  | 3,4%  |

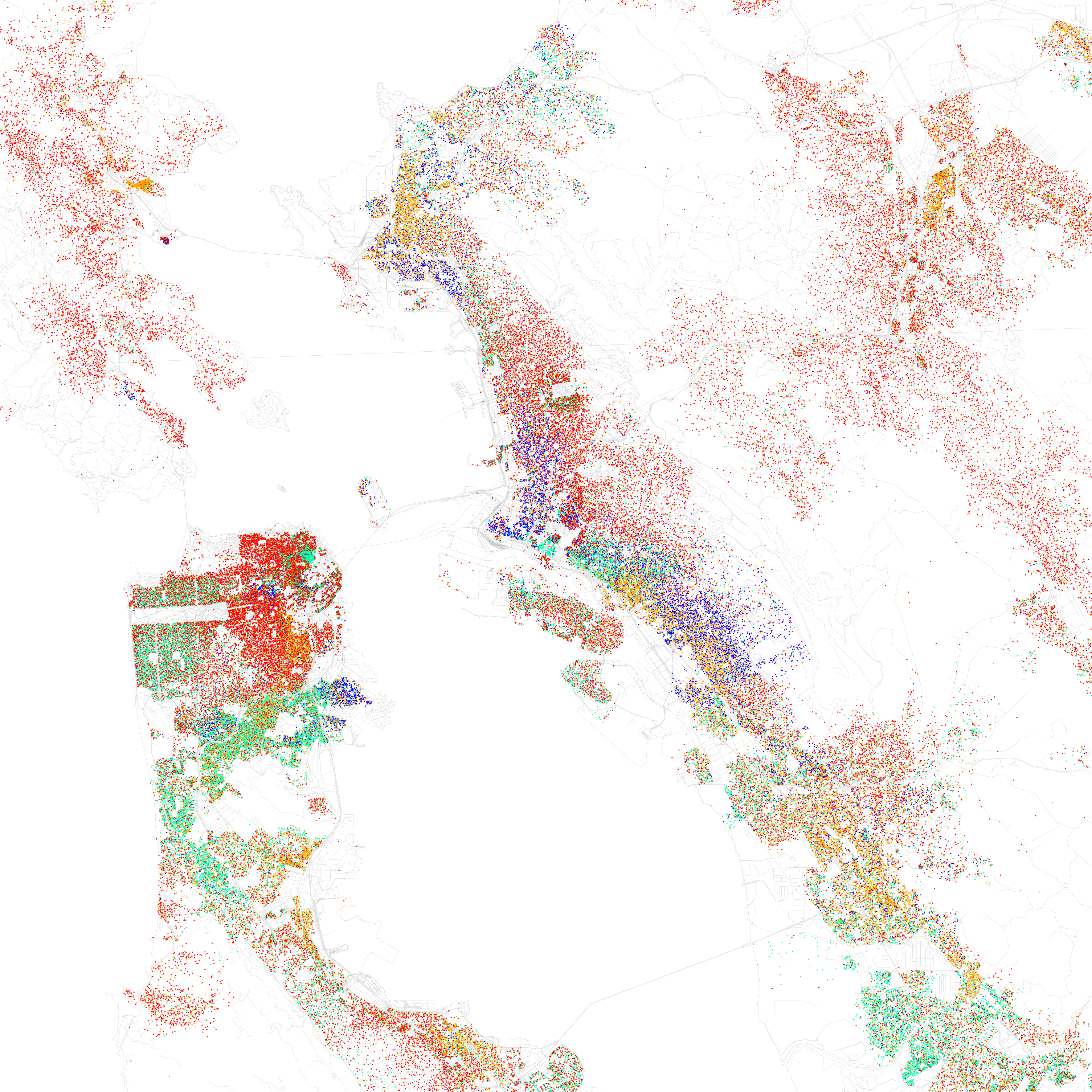
Mappa sulla distribuzione etnica a San Francisco, 2010 U.S. Census. Ogni punto rappresenta 25 persone: Bianchi, Neri, Asiatici Ispanici e Altri (giallo)

Per quanto riguarda la conformazione etnica il 43,6% è composto da bianchi, il 19,6% da cinesi, il 14,1% da ispanici, il 7,8% da neri, il 5,2% da filippini.
I bianchi non ispanici sono di origine irlandese (8,9%), tedesca (7,7%), inglese (6,1%), italiana (5,0%), russa (2,8%), francese (2,8%).
A differenza delle città della East Coast, San Francisco ha una maggioranza di italo-americani originari del nord, del centro e delle isole.
Poco meno della metà degli italo-americani presenti in città (circa 20 000 individui) sono originari di Lucca e provincia. 

### Lingue
Nel 2010, il 55% (411 728) dei residenti di San Francisco parlava inglese a casa come prima lingua, mentre il 19% (140 302) parlava una varietà del cinese (soprattutto taishanese e cantonese), 12% (88 147) spagnolo, 3% (25 767) tagalog e 2% (14 017) russo. In totale il 45% (342 693) della popolazione di San Francisco parla a casa come prima lingua un idioma diverso dall'inglese.

## Cultura
San Francisco è una delle capitali culturali degli Stati Uniti. Ciò è determinato non solo dal numero di musei, teatri e sale da concerto, ma anche dalla tolleranza e dall'apertura mentale di gran parte dei suoi abitanti, favorevoli alle sperimentazioni ed alle novità in ogni campo.
Proprio per questa ragione, nel periodo storico che parte dalla fine della seconda guerra mondiale, la città si è spesso trasformata in un centro della cultura alternativa. Sintomatici a questo proposito sono i movimenti letterari e poetici della Beat Generation e della San Francisco Renaissance negli anni cinquanta, oppure la Summer of Love che, nell'estate del 1967, consacrò San Francisco come capitale degli hippie e degli oppositori alla guerra del Vietnam. Anche il femminismo ed i movimenti per i diritti dei gay hanno avuto nella città un punto di riferimento: i secondi, in particolare, fanno riferimento al quartiere di Castro, nel quale la popolazione LGBT raggiunge il 18% degli abitanti.

### Università e scuole
- Scuole superiori pubbliche alternative:
  - Ruth Asawa San Francisco School of the Arts
- Università pubbliche:
  - City College of San Francisco
  - San Francisco State University
  - University of California - San Francisco
- Università private
  - Academy of Art University[42]
  - Golden State University
  - University of San Francisco (retta dai Gesuiti)
  - New College of California
  - San Francisco School of Digital Filmmaking

Nell'area urbana si trovano, inoltre, due delle più prestigiose università degli Stati Uniti.
- University of California, Berkeley, a Berkeley.
- Stanford University, a Palo Alto.

### Musei

Palace of Fine Arts

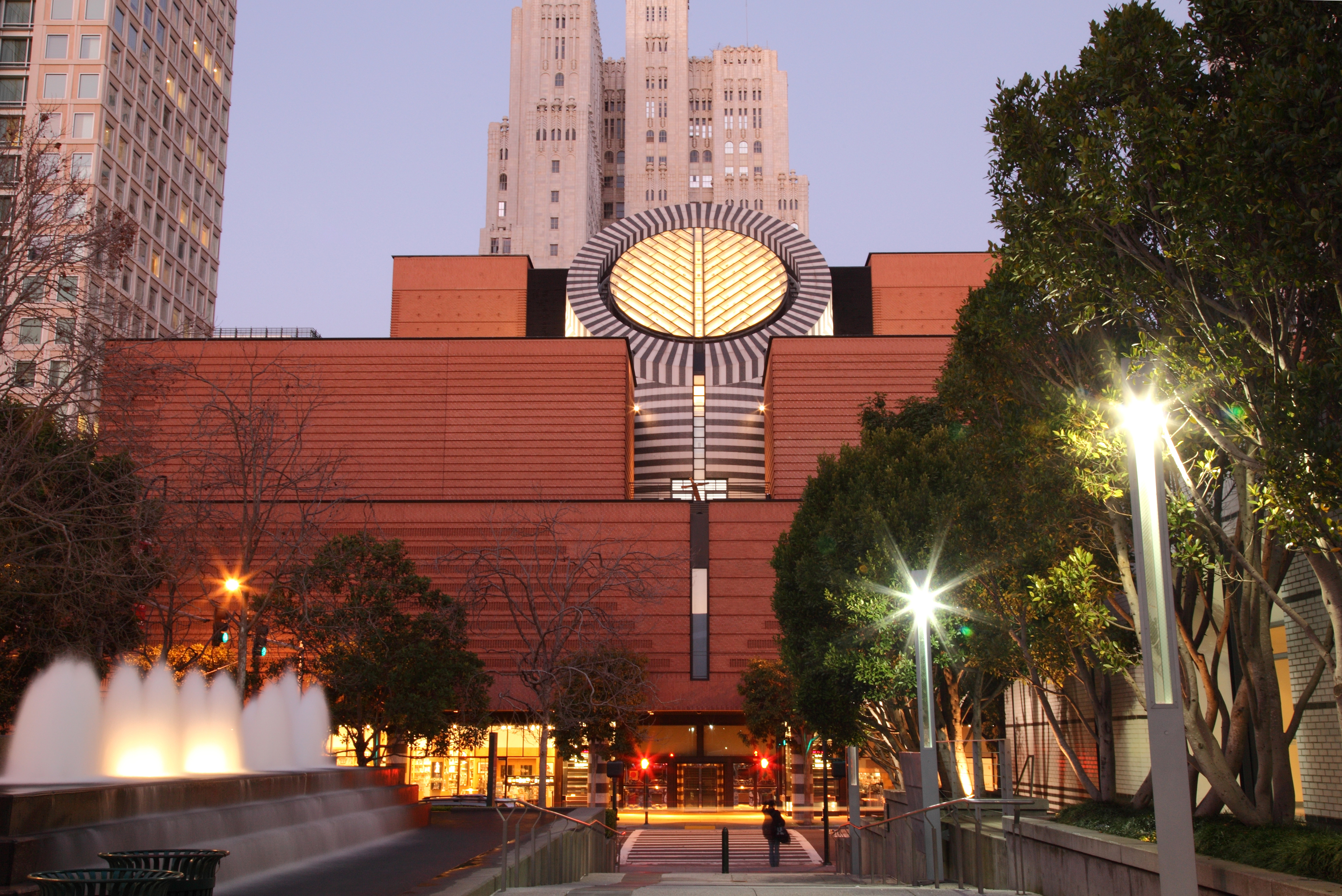
Museum of Modern Art

- Legion of Honor Museum[43]
- de Young Museum,[44] riaperto alla fine del 2005 nel nuovissimo edificio progettato dagli architetti svizzeri Jacques Herzog e Pierre de Meuron.
- Museum of Modern Art, noto semplicemente come SFMOMA,[45] dal 1995 presso la centralissima sede progettata dall'architetto svizzero Mario Botta.
- Asian Art Museum,[46] ristrutturato nel 2003 sotto la direzione dell'architetto italiano Gae Aulenti. Si trova nella ex sede principale della biblioteca di San Francisco, un elegante palazzo che risale al 1916.
- L'Exploratorium, presso il Palace of Fine Arts, è un museo didattico e divulgativo della fisica e delle scienze
- Accademia delle Scienze ristrutturato nel 2008 su progetto di Renzo Piano, ospita un planetario, un acquario e la ricostruzione della foresta pluviale.
- Yerba Buena Center for The Arts, ampio e variegato complesso culturale che ospita mostre di arte contemporanea.
- Museo ItaloAmericano

### Teatri
- War Memorial Opera House, ospita la prestigiosa San Francisco Opera[47] e il San Francisco Ballet[48]
- Davies Symphony Hall, ospita la San Francisco Symphony[49]
- The Fillmore,[50] storica sala da concerto che dal 1952 ad oggi ha ospitato tutti i grandi della musica rock, blues e pop.

### Serie televisive girate a San Francisco
Nella città sono state girate le serie tv Le strade di San Francisco, Dharma & Greg, Nash Bridges, Watchmen, Streghe e in parte Sense8 e Detective Monk; con quest'ultima si può esplorare la città da ogni angolo grazie all'attenzione riportata nelle riprese e alla varietà di luoghi che sono stati scenari delle diverse situazioni.

### Videogiochi
San Francisco fa da location nei videogiochi Crazy Taxi e Watch Dogs 2. La metropoli è poi il luogo di nascita di Galford, uno degli eroi lottatori nella saga Samurai Shodown. Anche il videogioco Driver: San Francisco è ambientato nella città californiana.
In Grand Theft Auto: San Andreas è presente una città con il nome di San Fierro, ispirata a San Francisco.

### Magia ed occultismo
Gli esperti di occultismo sostengono che San Francisco formi con Londra e Torino un triangolo esoterico per la magia.

## Geografia antropica

### Urbanistica
Il centro storico di San Francisco è rappresentato dal quadrante nord-est della città, delimitato a sud da Market Street. È qui che si trova il Financial District, con la vicina piazza Union Square, importante distretto commerciale ed alberghiero. Da questa zona i caratteristici tram a trazione funicolare (cable cars) salgono fino alla sommità di Nob Hill, un tempo la zona residenziale dei più ricchi industriali e finanzieri, e da qui ridiscendono lungo l'altro versante, a nord, verso la zona portuale chiamata Fisherman's Wharf, dove è attiva un'intensiva attività di pesca. Sempre nel quadrante nord-est sono degni di nota Russian Hill, il quartiere residenziale in cui si trova la ripida Lombard Street (strada famosa per i suoi numerosi e stretti tornanti e che prende il nome dalla omonima via di Londra), North Beach, la Little Italy di San Francisco, e Telegraph Hill, dominata dalla Coit Tower. Vicino troviamo la Chinatown della città, stabilitasi qui negli anni sessanta dell'Ottocento. Nella parte più meridionale del quadrante, infine, troviamo il quartiere Tenderloin, noto per il suo alto tasso di criminalità.

## Economia

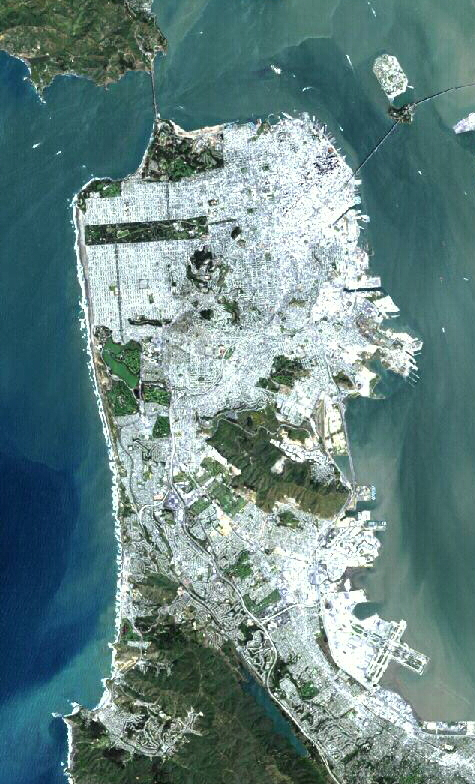
San Francisco e la parte nord della contea di San Mateo, dal satellite NASA Landsat 7

San Francisco è considerata una delle 10 Beta World Cities dal Globalization and World Cities Study Group & Network. Come diverse metropoli degli Stati Uniti, San Francisco vanta un importante settore turistico. Più in particolare, la città è una delle dieci maggiori destinazioni del paese e una delle prime cinquanta al mondo. Secondo una stima dell'Economist Intelligence Unit quindici milioni di persone hanno visitato la città nel 2004, portando un fatturato di 6,7 miliardi di dollari.
La corsa all'oro ha trasformato San Francisco nel principale centro bancario della West Coast. Montgomery Street, nel financial district è conosciuta come "Wall Street of the West". In città ha sede il dodicesimo distretto della Federal Reserve (che ha competenza sui nove stati dell'Ovest) come un grosso impianto della Zecca degli Stati Uniti. A San Francisco (fino al 2002) aveva sede il Pacific Exchange, un importante mercato borsistico. In città hanno una sede anche le maggiori banche e società di venture capital del mondo, per servire il vicino e ricco mercato della Silicon Valley.
San Francisco si è recentemente anche affermata come primario centro per la ricerca nei settori della biotecnologia e del biomedicale. Nel maggio 2005, la città è stata scelta come sede del programma californiano di ricerca sulle cellule staminali. Gran parte delle attività connesse alla ricerca biomedica sono concentrate nella parte sud orientale della città e specialmente nella nuova zona di Mission Bay.
San Francisco è caratterizzata da un alto livello di imprenditorialità. Il 90% delle imprese cittadine ha meno di 100 dipendenti.

## Infrastrutture e trasporti

### Strade

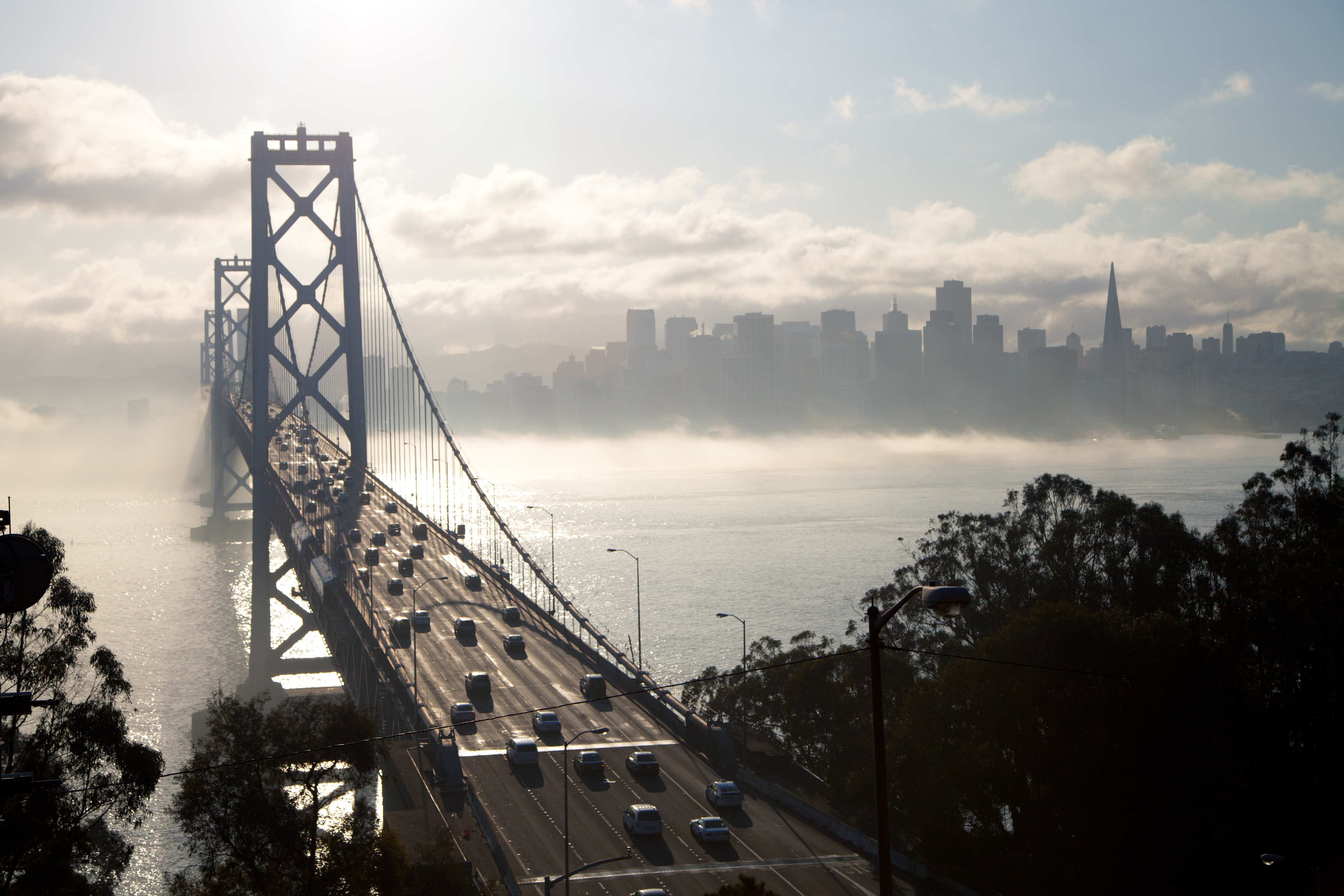
Vista diurna del Bay Bridge

A causa della sua conformazione geografica, San Francisco, come pochissime città americane, ha optato già a partire dagli anni cinquanta per un'organizzazione stradale in stile europeo, ovvero puntato sulla costruzione di una serie di larghe arterie urbane anziché di grandi autostrade tutt'intorno alla città. Questo stile è stato riconfermato anche dopo il terremoto di Loma Prieta del 1989, quando i maggiori esponenti dell'amministrazione comunale hanno deciso di demolire la Embarcadero Freeway e gli elettori stessi hanno approvato la demolizione di un tratto della Central Freeway, costruendo al loro posto una serie di grandi viali.
L'Interstate 80 inizia dall'innesto con il Bay Bridge ed è l'unico collegamento diretto automobilistico alla East Bay. L'U.S. Route 101 prolunga l'Interstate 80 a sud lungo la baia di San Francisco, in direzione della Silicon Valley. Nel tratto a sud, la 101 si sviluppa lungo le ampie arterie stradali di Van Ness Avenue e Lombard Street, che si dirigono verso il Golden Gate Bridge, l'unica strada che conduce direttamente da San Francisco a Marin County e alle altre zone a nord.
Anche l'Highway 1 entra a San Francisco dal Golden Gate Bridge, ma si distacca dalla Route 101, attraversando il lato ovest della città con l'arteria che prende il nome di 19th Avenue e congiungendosi con l'Interstate 280 al confine sud della città. L'Interstate 280 continua il percorso lungo la parte centrale della penisola a sud di San Jose. Da qui, svolta a nord e ad est e termina a sud di Market area. La State Route 35, che attraversa la maggior parte della penisola lungo il crinale dei Monti di Santa Cruz, entra nel sud della città prendendo il nome prima di Skyline Boulevard, e in seguito di altre strade cittadine, fino a quando arriva all'intersezione con la Highway 1.
La State Route 82 entra anch'essa dal sud di San Francisco prendendo il nome di Mission Street, dopo il percorso della storica El Camino Real, e termina poco dopo all'intersezione con la 280. Il capolinea occidentale della Lincoln's Highway è in Lincoln Park. Tra le principali vie che vanno da est a ovest vi sono Geary Boulevard, i corridoi Lincoln Way/Fell Street e Market Street/Portola Drive.

### Mobilità urbana

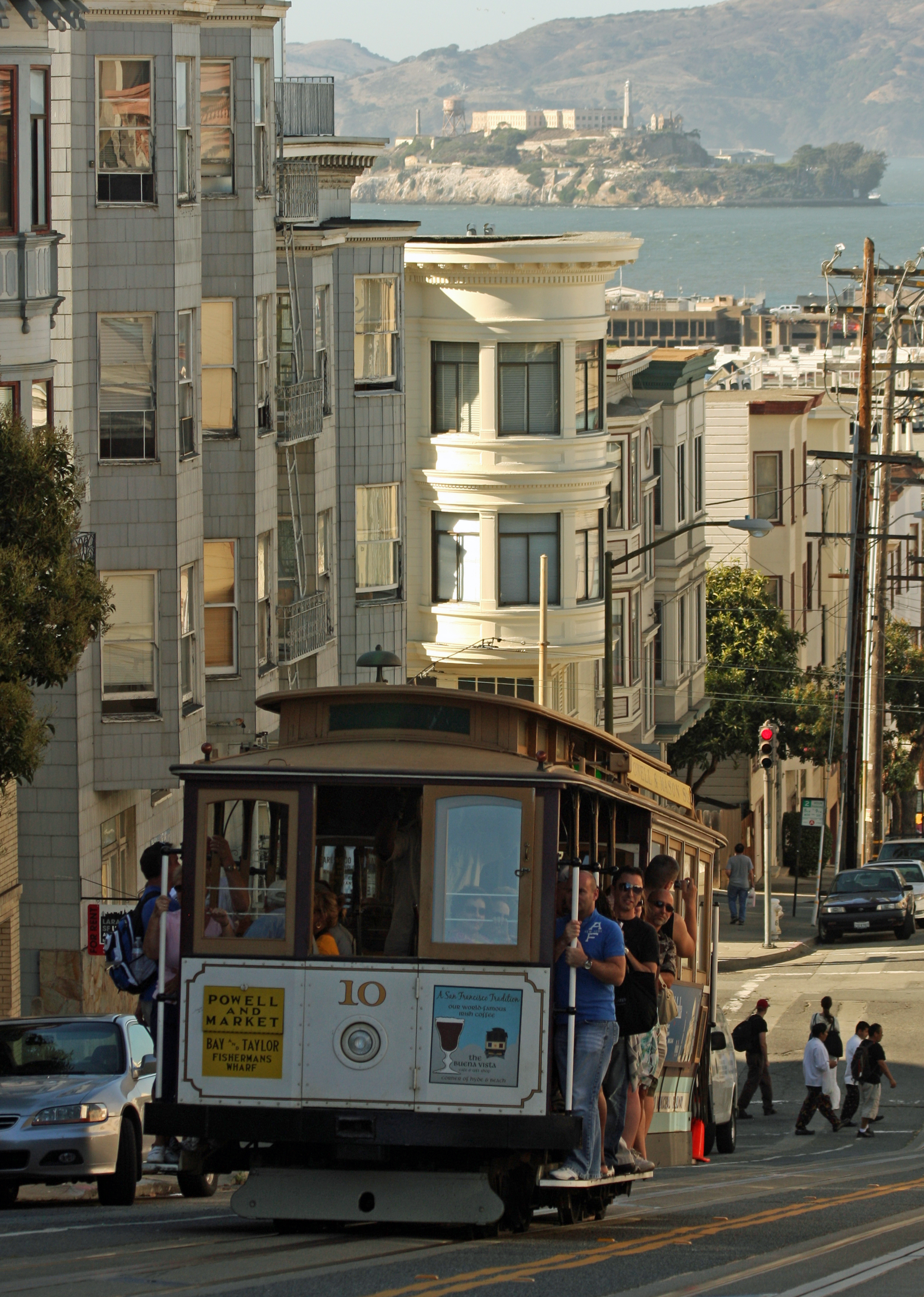
Uno dei famosi Cable Car percorre le caratteristiche salite della città con sullo sfondo l'isola di Alcatraz.

Secondo una stima del 2005 dell'Ufficio del censimento degli Stati Uniti d'America, il 33% dei residenti di San Francisco utilizza i mezzi pubblici per recarsi al lavoro, la percentuale più alta della West Coast e la terza più alta di tutti gli Stati Uniti d'America, dietro solo alle città di Washington con il 38% e di New York con il 55%.
La San Francisco Municipal Railway, comunemente nota con il diminutivo di Muni, è l'azienda principale che gestisce il trasporto pubblico nella città e nel 2015 ha trasportato un totale di 213 946 300 passeggeri. La rete gestita dalla Muni si compone di una vasta rete automobilistica, una rete filoviaria composta da 15 linee e una rete tranviaria, denominata Muni Metro, che possiede 7 linee e che si sviluppa in sotterranea nel centro città mentre scorre in superficie lungo il resto del percorso. In aggiunta, la Muni gestisce due linee tranviarie operate con vetture storiche, la linea E Embarcadero e la linea F Market & Wharves, e la famosa rete di tram a trazione funicolare, i Cable Car, inserita nel 1966 nel National Register of Historic Places e considerata un'icona della città al pari del Golden Gate Bridge o di Alcatraz.

Mappa della Muni Metro.

La metropolitana regionale Bay Area Rapid Transit, meglio nota con l'acronimo BART, oltre ad offrire collegamenti all'interno della città, collega San Francisco con Oakland e le altre località dell'East Bay e con l'area settentrionale della contea di San Mateo, dove è situato l'Aeroporto Internazionale di San Francisco. Il BART si compone di 5 linee, delle quali 4 servono la città, ed ha una lunghezza totale di 167 km. Lungo la penisola di San Francisco è attivo anche il servizio ferroviario suburbano Caltrain, che collega la città con San Jose e la Santa Clara Valley, passando per città quali San Mateo, Redwood City, Mountain View, Palo Alto e Santa Clara.
Data la posizione geografica della città, alla punta di una penisola, grande importanza rivestono nel trasporto pubblico i traghetti. La San Francisco Bay Ferry gestisce i traghetti che partendo dal Ferry Building o dal Pier 39 raggiungono Oakland, Alameda, South San Francisco e Vallejo, mentre il Golden Gate Ferry collega la città con la contea di Marin. Anche la bicicletta è un mezzo di trasporto molto usato per gli spostamenti, circa 40 000 cittadini dichiarano, infatti, di recarsi al lavoro regolarmente con la propria bicicletta.

### Porti
Il porto di San Francisco era un tempo il più grande attivo in tutta la costa occidentale. È caratterizzato da file di pontili perpendicolari alla riva, dove il carico di navi ormeggiate era gestito da gru o lavoro manuale e veniva trasportato ai magazzini vicini. Con l'avvento dei container il porto di San Francisco ha perso gran parte della sua importanza, dato che non è attrezzato per questo tipo di carico e attualmente il primato è detenuto dai porti di Los Angeles e Long Beach. Molti hangar, quindi, sono diventati obsoleti e recentemente, dopo anni di abbandono, sono stati riconvertiti in uffici, centri commerciali e spazi espositivi. Tuttavia il porto è ancora attivo ed ospita traghetti e alcune navi da crociera.

### Aeroporti

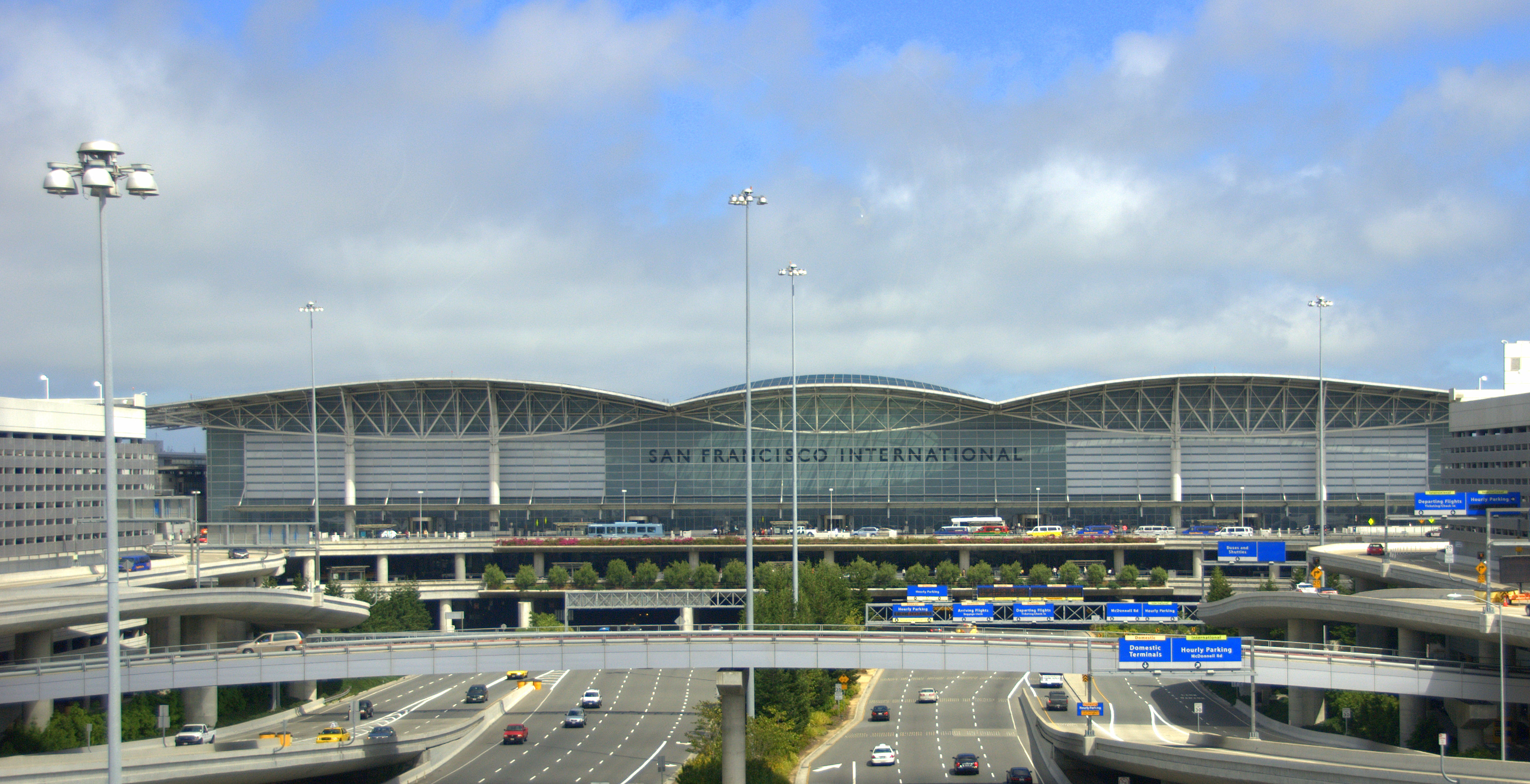
Esterno dell'Aeroporto Internazionale di San Francisco

L'Aeroporto Internazionale di San Francisco è situato circa 21 km a sud della città, nella contea di San Mateo, lungo la baia di San Francisco. È il secondo aeroporto più grande della California, dopo quello di Los Angeles, e quello americano con più voli verso la Cina. È collegato alla rete ferroviaria BART ed è raggiunto anche da alcuni bus navetta. Durante il boom economico alla fine degli anni novanta, quando la saturazione del traffico ha portato a frequenti ritardi, si è deciso di costruire un'ulteriore pista per alleggerire la pressione. Il traffico di passeggeri è diminuito nel 2000 e, nel 2006, l'aeroporto di San Francisco era al 14º posto negli Stati Uniti e al 26º posto nel mondo per traffico di passeggeri, con il passaggio di 33,5 milioni di persone..
Altri aeroporti importanti situati nell'area metropolitana sono l'aeroporto Internazionale di Oakland, 32 km ad est di San Francisco e l'aeroporto Internazionale Norman Y. Mineta di San Jose, situato 70 km a sud-ovest di San Francisco.

## Amministrazione
La denominazione ufficiale della municipalità è City and County of San Francisco. Ciò indica che i confini di città e contea coincidono e che l'amministrazione locale opera ad entrambi i livelli. San Francisco è l'unico caso californiano di questo particolare tipo di governo locale, che viene definito metropolitan municipality.

### Gemellaggi
San Francisco è gemellata con le seguenti città:
- Osaka, dal 1957
- Sydney, dal 1968
- Taipei, dal 1969
- Assisi, dal 1969
- Haifa, dal 1973
- Seul, dal 1975
- Shanghai, dal 1979
- Manila, dal 1981
- Cork, dal 1984
- Abidjan, dal 1986
- Salonicco, dal 1990
- Ho Chi Minh City, dal 1995
- Parigi, dal 1997
- Zurigo, dal 2003
- Caltagirone, dal 2005
- Bangalore, dal 2009
- Cracovia, dal 2009
- Amman, dal 2010
- Barcellona, dal 2010
- Kiel, dal 2017

## Sport

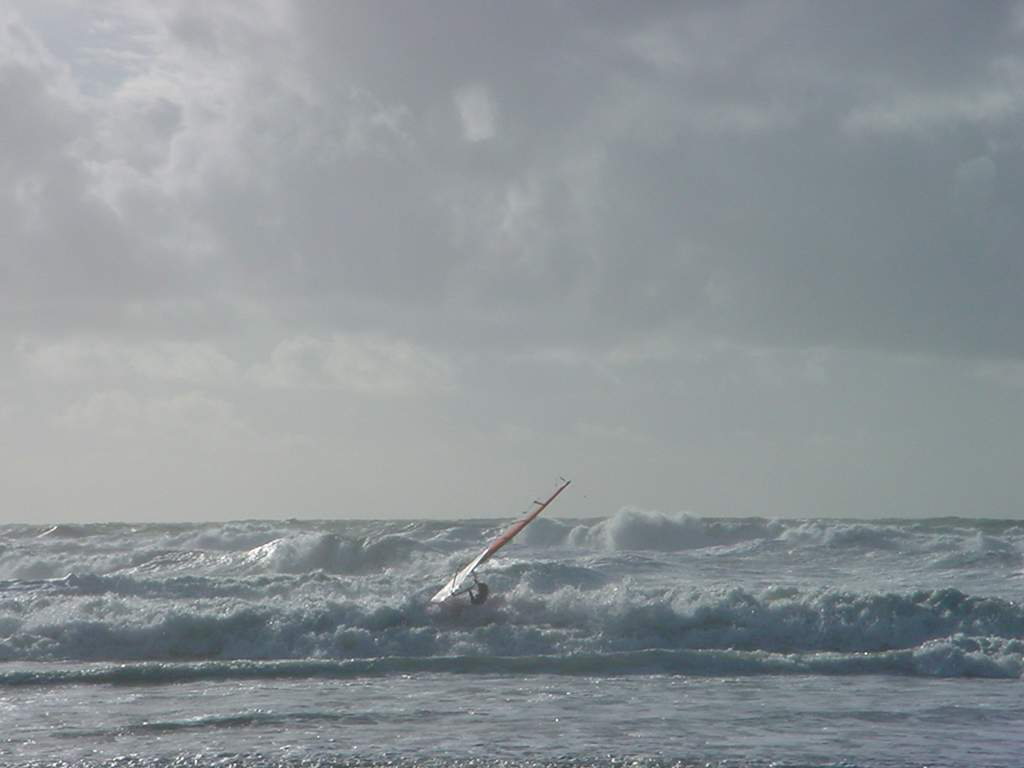
Windsurf sull'oceano a San Francisco

San Francisco è rappresentata in tre delle principali leghe professionistiche statunitensi:
- San Francisco 49ers (NFL - football americano) giocano al Levi's Stadium di Santa Clara.
- San Francisco Giants (MLB - baseball) giocano all'AT&T Park
- I Golden State Warriors (NBA - pallacanestro), la cui sede è stata Oakland (CA) dal 1971 al 2018, hanno annunciato la costruzione di una nuova Arena, denominata Chase Center, nella Mission Bay di San Francisco, che sancisce, a partire dalla stagione 2018-19, il ritorno dei San Francisco Warriors.[67]

e nel secondo livello del Soccer professionista:
- San Francisco Deltas (NASL - calcio) giocano al Kezar Stadium